# NIS諸国

アルファベット順のNIS諸国：1. Armenia • 2. Azerbaijan • 3. Belarus • 4. Estonia • 5. Georgia • 6. Kazakhstan • 7. Kyrgyzstan • 8. Latvia • 9. Lithuania • 10. Moldova • 11. Russia • 12. Tajikistan • 13. Turkmenistan • 14. Ukraine • 15. Uzbekistan

NIS諸国（エヌアイエスしょこく、ニーズしょこく、New Independent States（邦訳: 新独立国家諸国））通称 NIS （ニーズ）は、ソビエト連邦の崩壊により独立した元ソビエト連邦構成共和国の地域・その地域に存在する国家の総称である。

## 概要
一般的な範疇としてはロシア、ベラルーシ、ウクライナ、モルドバ、カザフスタン、ウズベキスタン、キルギス、トルクメニスタン、タジキスタン、ジョージア、アゼルバイジャン、アルメニアの12国を指すが、広義的には崩壊直前に独立したエストニア、ラトビア、リトアニアを含めた状態での15国を指す。これらの国家はそれぞれウクライナSSR、白ロシアSSR、モルダヴィアSSR、ロシアSFSR、ウズベクSSR、カザフSSR、キルギスSSR、タジクSSR、トルクメンSSR、アゼルバイジャンSSR、アルメニアSSR、グルジアSSR、エストニアSSR、ラトビアSSR、リトアニアSSRの15か国の後継・継承国である。NISを「近くの外国」（ロシア語: ближнее зарубежье）とロシア側が呼ぶ場合もある。
冷戦終結後、国際社会はロシアを事実上、ロシア・ソビエト連邦社会主義共和国だけでなく、ソビエト連邦全体の後継国家として承認した。対照的に、他のソビエト連邦崩壊後の構成共和国後継国家は、対応する構成共和国の後継者としてのみ認められた。しかし、ウクライナは、自国がウクライナ・ソビエト社会主義共和国とソビエト連邦全体の後継国であることを法律上で宣言している。1991年にロシアとウクライナのどちらがソビエト連邦を継承したかという問題は、ソビエト連邦の国有財産をめぐる両国間の包括的な紛争によって生じた。
バルト三国（エストニア、ラトビア、リトアニア）は、1990年5月から1991年8月にかけて、ソビエト連邦からの独立回復を宣言し、ソビエト連邦から分離した最初の国である（「エストニアの独立回復」も参照）。1940年のソ連併合は好戦的なものであったため、バルト三国の主権は事実上続いていたと主張した。その後、残りの12の構成共和国もソ連から独立し、すべての共和国が共同で独立国家共同体(CIS)を設立し、そのほとんどが後にロシア主導の集団安全保障条約機構(CSTO)に加盟した。一方、バルト三国は、ロシアが支配するソ連崩壊後の地域からほぼ完全に離脱し、欧州連合(EU)と北大西洋条約機構(NATO)への加盟に重点を置く政策をとっていた。その後2004年3月にNATO加盟に成功し、その2ヵ月後にはEU加盟が認められた。ソビエト連邦が解体され、バルト三国がEUやNATOに統合されて以来、多くのEU関係者が他のNIS-EU間の協定の締結の重要性を強調してきた。2000年代以降、ウクライナとグルジアは、ロシアによる内政干渉が強まっているため、積極的にNATO加盟を模索している。しかし、NATOの東欧への拡大が地域の緊張をさらにエスカレートさせ、2008年以降の南オセチア紛争、2014年以降のウクライナ紛争に至った。
ソビエト連邦崩壊後の紛争により、旧ソビエト連邦の領土内には、国際的承認の程度に差はあれ、いくつかの国家が誕生している。モルドバ東部の未承認国家である沿ドニエストル共和国や、グルジア北部のロシアなど一部にのみ承認された国家であるアブハジアと南オセチアなどである。国連（UN）は歴史的に、ロシアが支援する「近くの外国」の国家を非合法、及びロシアによる占領地域とみなしてきた。マイダン革命の余波で、2014年以降、ウクライナ領土内に、ロシアが支援する国家が出現した: ウクライナ南部のクリミア共和国は、2014年にロシアに併合されるまで、一時独立を主張していた他、ウクライナのドンバス地方に位置するドネツク人民共和国とルガンスク人民共和国は、ロシア連邦軍のウクライナ侵攻が続く中、2014年に独立を宣言し、2022年にロシアに併合された。

## 名称
ロシアと他のいくつかのNIS諸国の政治用語として、ソビエト連邦の解体後に出現した独立した共和国を指す意味で「近くの外国」（ロシア語: ближнее зарубежье）という名称が使われる場合がある。近年英語でこの言葉が使われるようになっており、「ロシアがこの地域で重要な影響力を維持する権利を主張しているから」使われるようになったと言われる。ロシアのウラジーミル・プーチン大統領は、「この地域はロシアの排他的な『勢力圏』の一部であり、ロシアの利益にとって戦略的に不可欠である」と宣言している。なお、この概念は、20世紀のアメリカの大戦略の中心であったモンロー主義と比較されてきた。
『APスタイルブック』では、記事に関連しない限り、NIS諸国に対し「旧ソビエト構成国」「旧ソビエト共和国」という略語の使用を避けるよう勧告している。

## 各国の比較
15の国家は4つの地域に分けられる。この節には、現在国際的な承認を得ていないいくつかの事実上の独立国家は含まれていない（後述：#分離主義紛争）。
| サブリージョン     | 国                                            | シンボル           | シンボル           | 首都               | 政治形態                                     | 独立               | 面積       | 面積      | 人口        | 民族的多数派の割合 | 民族的多数派の割合 | 人口密度 | 人口密度 | 出典                            |
| サブリージョン     | 国                                            | 国章               | 国旗               | 首都               | 政治形態                                     | 独立               | km2        | mi2       | 人口        | 1989年時点         | 現在               | p/km2    | p/mi2    | 出典                            |
| ------------------ | --------------------------------------------- | ------------------ | ------------------ | ------------------ | -------------------------------------------- | ------------------ | ---------- | --------- | ----------- | ------------------ | ------------------ | -------- | -------- | ------------------------------- |
| 中央アジア         | カザフスタン (カザフスタン共和国)             |                    |                    | アスタナ           | 単一国家、一党優位政党制、大統領制、共和制   | 1991年12月16日     | 2,724,900  | 1,052,090 | 19,824,172  | 39.7%              | 69.6%              | 7        | 18       | [ 16 ] [ 17 ]                   |
| 中央アジア         | キルギス (キルギス共和国)                     |                    |                    | ビシュケク         | 単一国家、大統領制、共和制                   | 1991年8月31日      | 199,945    | 77,199    | 6,663,000   | 52.4%              | 73.8%              | 33       | 85       | [ 18 ] [ 19 ]                   |
| 中央アジア         | タジキスタン (タジキスタン共和国)             |                    |                    | ドゥシャンベ       | 単一国家、大統領制、共和制、独裁政治下       | 1991年9月9日       | 143,100    | 55,251    | 9,506,000   | 62.3%              | 84.3%              | 64       | 166      | [ 20 ] [ 21 ]                   |
| 中央アジア         | トルクメニスタン (前: トルクメニスタン共和国) |                    |                    | アシガバート       | 単一国家、大統領制、共和制、世襲独裁政治下   | 1991年10月27日     | 491,210    | 189,657   | 6,431,000   | 72.0%              | 85.6%              | 11       | 28       | [ 22 ] [ 23 ]                   |
| 中央アジア         | ウズベキスタン (ウズベキスタン共和国)         |                    |                    | タシュケント       | 単一国家、大統領制、共和制、独裁政治下       | 1991年8月31日      | 444,103    | 171,469   | 36,130,158  | 71.4%              | 84.4%              | 76       | 197      | [ 20 ] [ 24 ]                   |
| 中央アジアの合計   | 中央アジアの合計                              | 中央アジアの合計   | 中央アジアの合計   | 中央アジアの合計   | 中央アジアの合計                             | 中央アジアの合計   | 4,003,258  | 1,545,667 | 76,350,229  | 59.6%              | 79.5%              | 38.2     | 99       |                                 |
| 東ヨーロッパ       | ベラルーシ (ベラルーシ共和国)                 |                    |                    | ミンスク           | 単一国家、大統領制、共和制、独裁政治下       | 1991年8月25日      | 207,600    | 80,155    | 9,255,524   | 77.9%              | 84.9%              | 46       | 119      | [ 25 ] [ 26 ]                   |
| 東ヨーロッパ       | モルドバ (モルドバ共和国)                     |                    |                    | キシナウ           | 単一国家、議会共和制、共和制                 | 1991年8月27日      | 33,843     | 13,067    | 2,597,100   | 64.5%              | 75.1%              | 79       | 205      | [ 27 ] [ 28 ]                   |
| 東ヨーロッパ       | ロシア (ロシア連邦)                           |                    |                    | モスクワ           | 連邦、半大統領制、共和制、独裁政治下         | 1991年12月12日     | 17,098,242 | 6,601,668 | 146,171,015 | 81.5%              | 77.7%              | 9        | 23       | [ 注釈 1 ] [ 29 ] [ 30 ] [ 31 ] |
| 東ヨーロッパ       | ウクライナ                                    |                    |                    | キーウ             | 単一国家、半大統領制、共和制                 | 1991年8月24日      | 603,700    | 233,090   | 41,383,182  | 72.7%              | 77.5%              | 72       | 186      | [ 32 ] [ 33 ]                   |
| 東ヨーロッパの合計 | 東ヨーロッパの合計                            | 東ヨーロッパの合計 | 東ヨーロッパの合計 | 東ヨーロッパの合計 | 東ヨーロッパの合計                           | 東ヨーロッパの合計 | 17,943,385 | 6,927,980 | 199,500,942 | 74.2%              | 78.8%              | 51.5     | 133      |                                 |
| バルト三国         | エストニア (エストニア共和国)                 |                    |                    | タリン             | 単一国家、議会共和制、共和制                 | 1991年8月20日      | 45,339     | 17,505    | 1,331,796   | 61.5%              | 69.4%              | 29       | 75       | [ 34 ] [ 35 ]                   |
| バルト三国         | ラトビア (ラトビア共和国)                     |                    |                    | リガ               | 単一国家、議会共和制、共和制                 | 1991年8月21日      | 64,562     | 24,928    | 1,882,200   | 52.0%              | 63.0%              | 30       | 78       | [ 20 ] [ 36 ]                   |
| バルト三国         | リトアニア (リトアニア共和国)                 |                    |                    | ヴィリニュス       | 単一国家、半大統領制、共和制                 | 1991年3月11日      | 65,300     | 25,212    | 2,859,718   | 79.6%              | 84.6%              | 43       | 111      | [ 20 ] [ 37 ]                   |
| バルト三国の合計   | バルト三国の合計                              | バルト三国の合計   | バルト三国の合計   | バルト三国の合計   | バルト三国の合計                             | バルト三国の合計   | 175,201    | 67,645    | 5,998,274   | 64.4%              | 72.0%              | 34       | 88       |                                 |
| 南コーカサス       | アルメニア (アルメニア共和国)                 |                    |                    | エレバン           | 単一国家、議会共和制、共和制                 | 1991年9月23日      | 29,743     | 11,484    | 2,976,800   | 93.3%              | 98.1%              | 100      | 259      | [ 38 ] [ 39 ]                   |
| 南コーカサス       | アゼルバイジャン (アゼルバイジャン共和国)     |                    |                    | バクー             | 単一国家、半大統領制、共和制、世襲独裁政治下 | 1991年10月18日     | 86,600     | 33,436    | 10,127,145  | 82.7%              | 91.6%              | 115      | 298      | [ 40 ] [ 41 ]                   |
| 南コーカサス       | ジョージア (旧名: グルジア)                   |                    |                    | トビリシ           | 単一国家、議会共和制、共和制                 | 1991年4月9日       | 69,700     | 26,911    | 3,688,600   | 70.1%              | 86.8%              | 53       | 137      | [ 20 ] [ 42 ]                   |
| 南コーカサスの合計 | 南コーカサスの合計                            | 南コーカサスの合計 | 南コーカサスの合計 | 南コーカサスの合計 | 南コーカサスの合計                           | 南コーカサスの合計 | 186,043    | 71,832    | 16,831,069  | 82.0%              | 92.2%              | 89.3     | 231      |                                 |
| NIS諸国の合計      | NIS諸国の合計                                 | NIS諸国の合計      | NIS諸国の合計      | NIS諸国の合計      | NIS諸国の合計                                | NIS諸国の合計      | 22,307,815 | 8,613,096 | 296,582,638 | 50.6%              | 44.5%              | 9        | 23       | [ 43 ]                          |

### 現在の国家元首

#### 国家元首

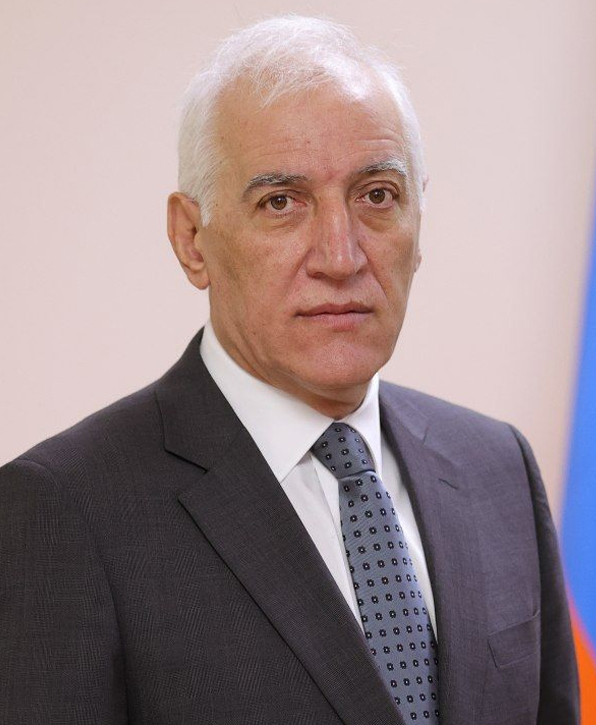
アルメニア バアグン・ハチャトゥリアン（大統領）
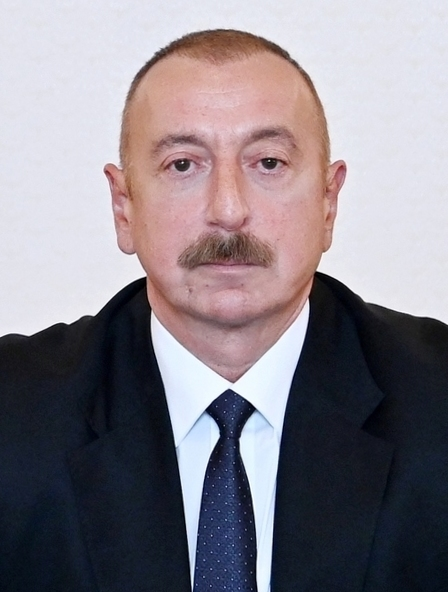
アゼルバイジャン イルハム・アリエフ（大統領）
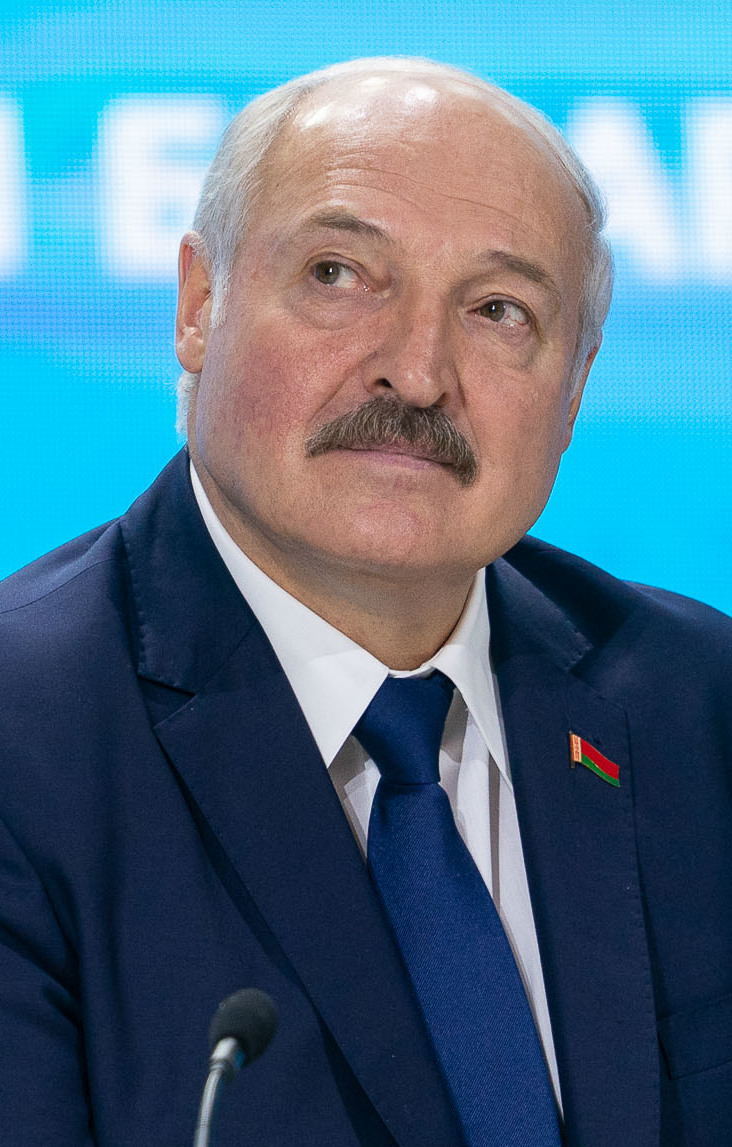
ベラルーシ アレクサンドル・ルカシェンコ（大統領）
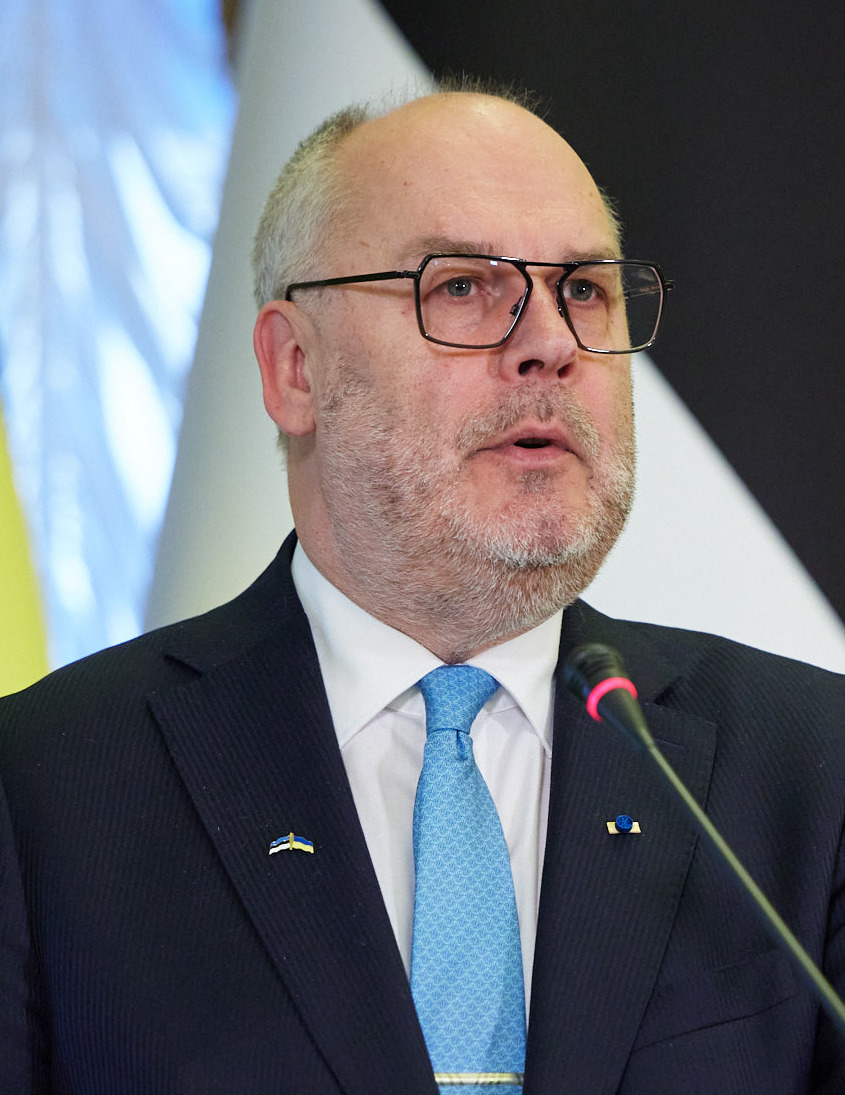
エストニア アラル・カリス（大統領）
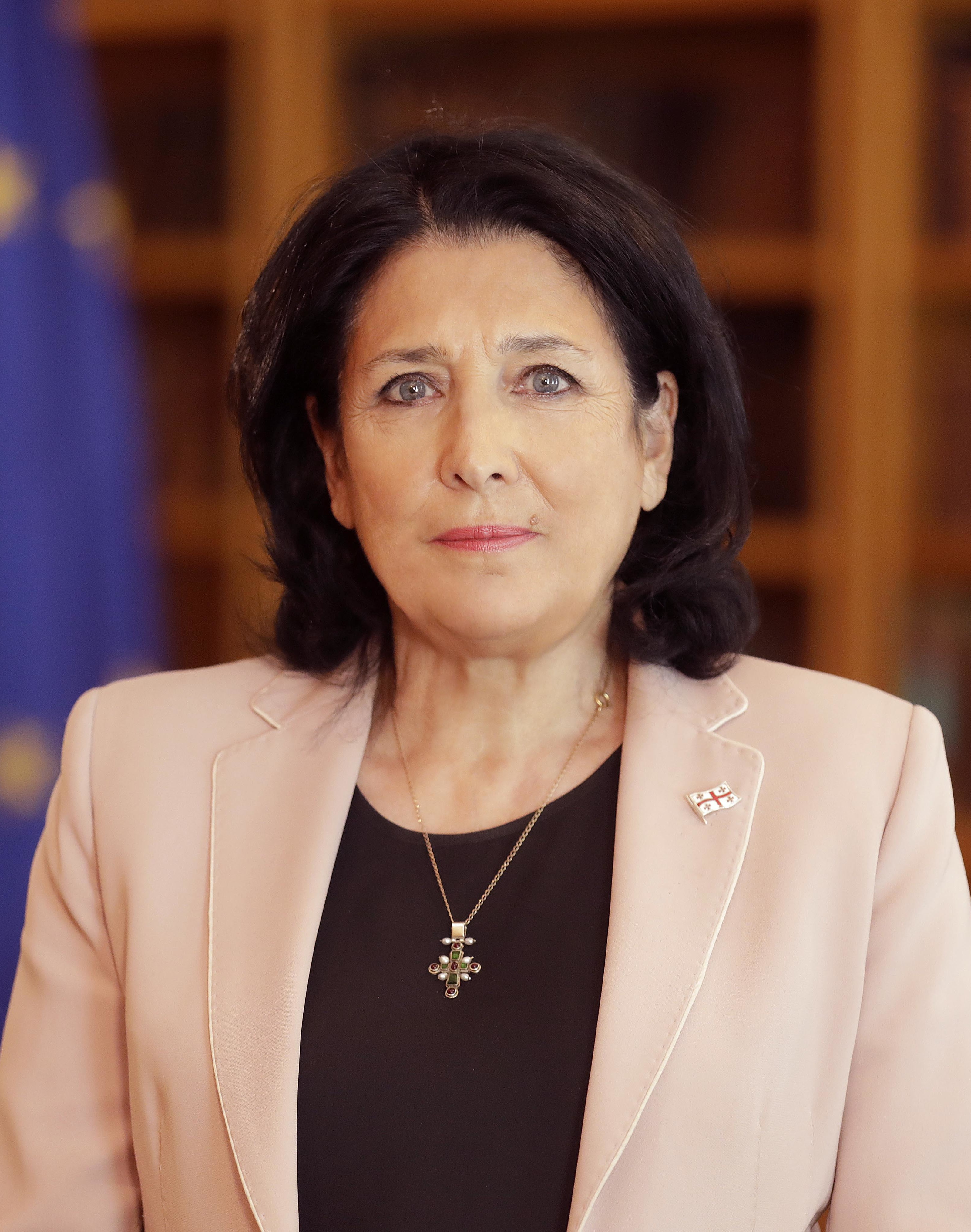
ジョージア サロメ・ズラビシュヴィリ（大統領）
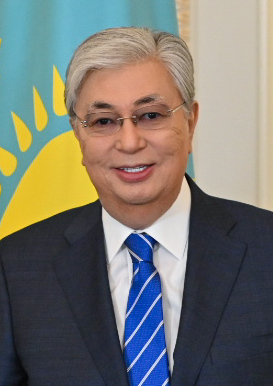
カザフスタン カシムジョマルト・トカエフ（大統領）
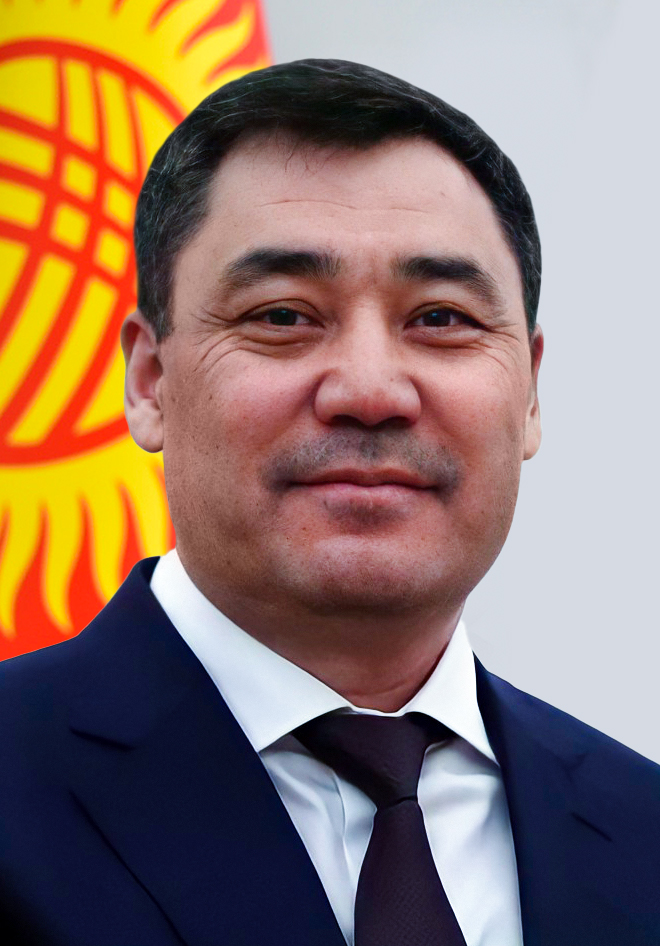
キルギス サディル・ジャパロフ（大統領）
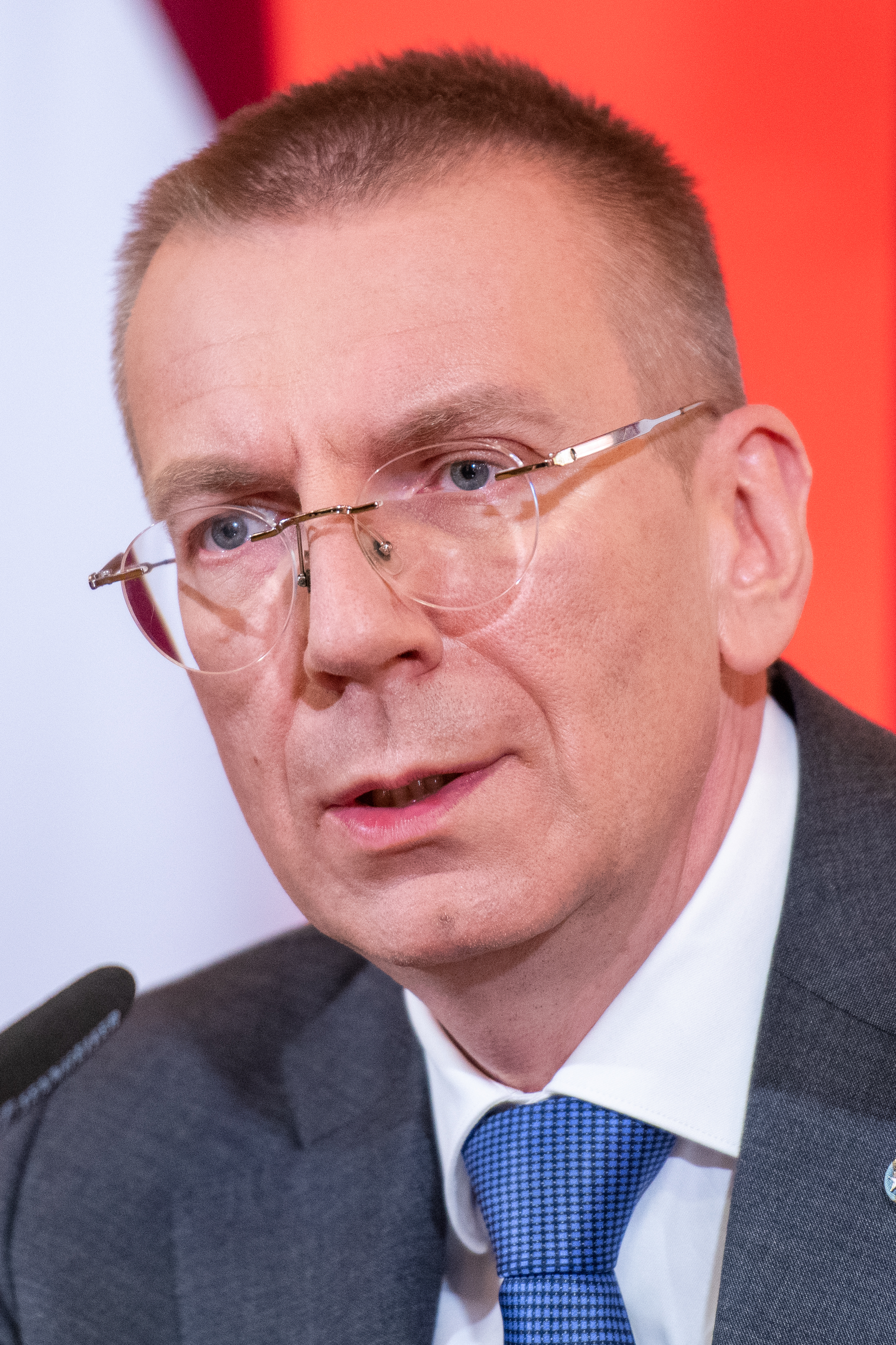
ラトビア エドガルス・リンケービッチ（大統領）
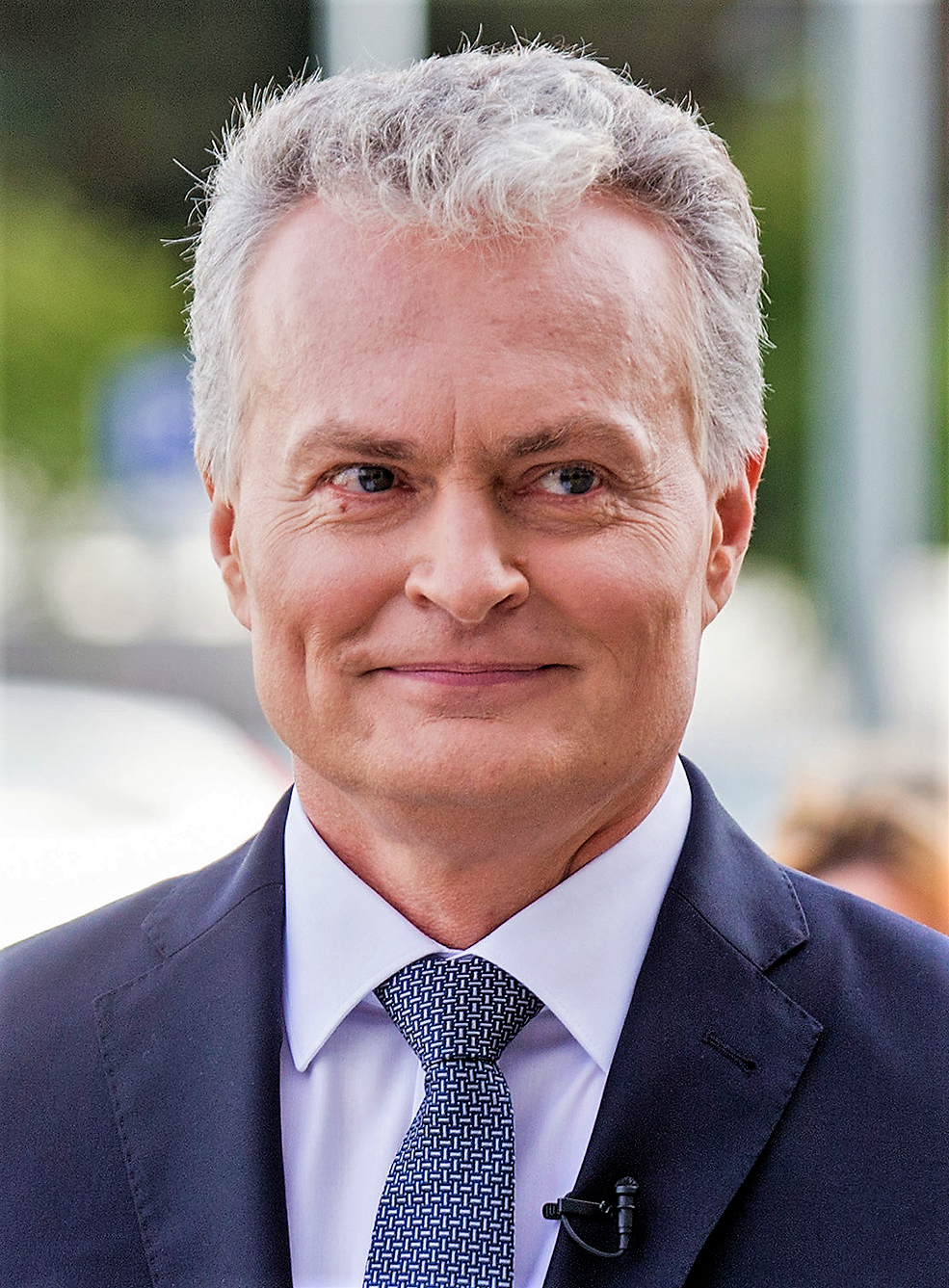
リトアニア ギタナス・ナウセダ（大統領）
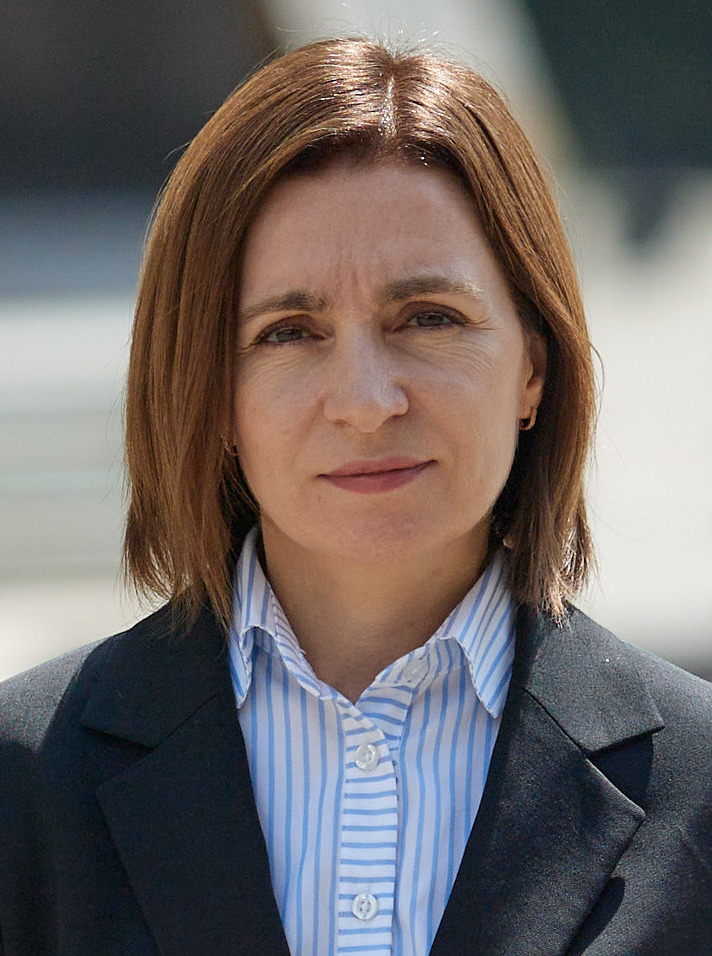
モルドバ マイア・サンドゥ（大統領）
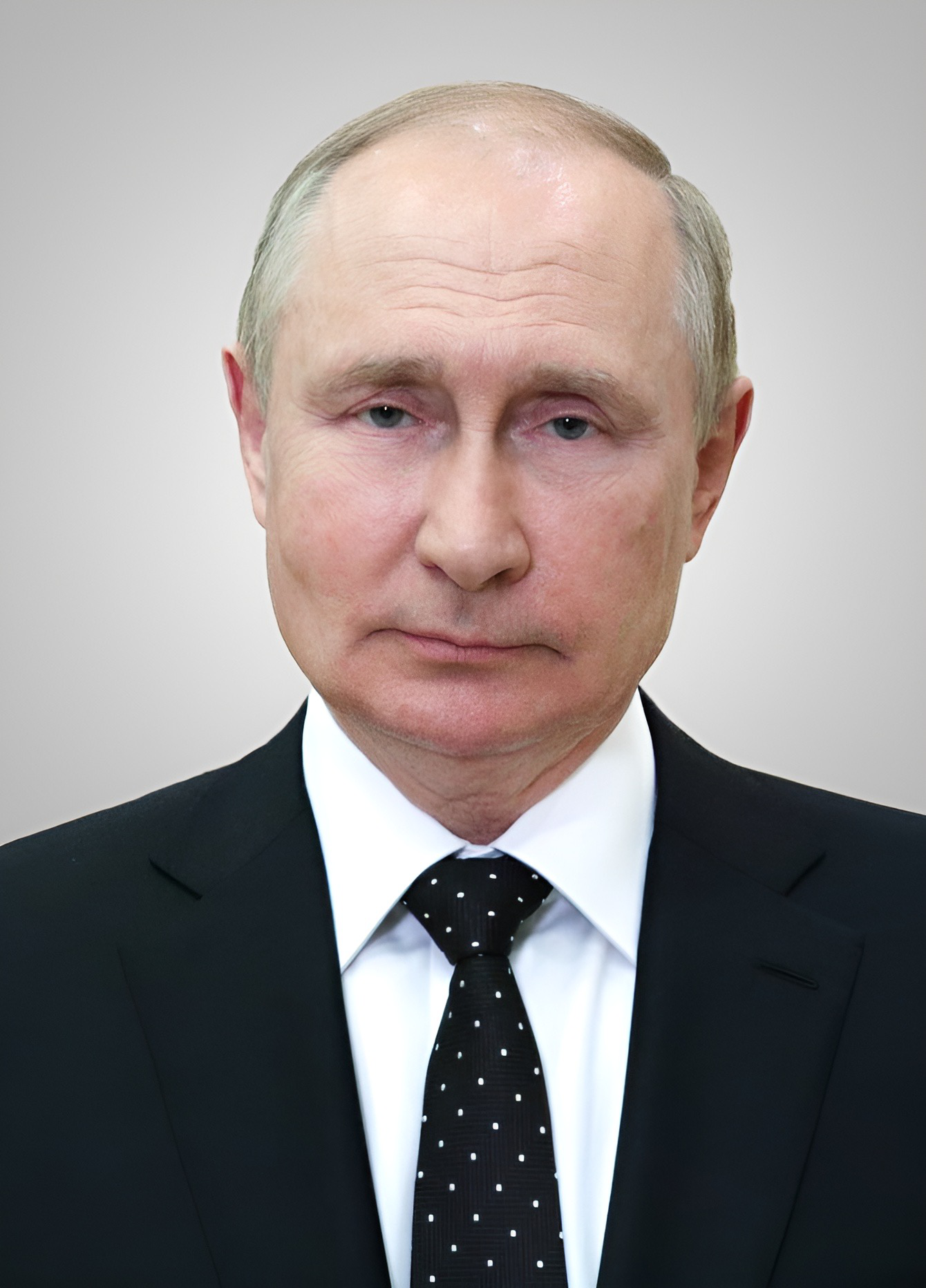
ロシア ウラジーミル・プーチン（大統領）
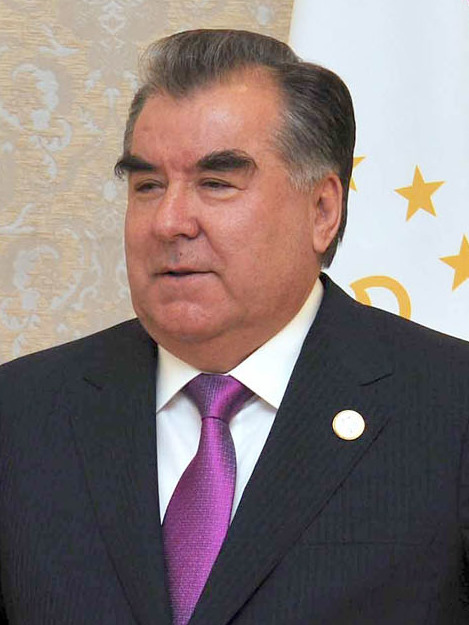
タジキスタン エモマリ・ラフモン（大統領）
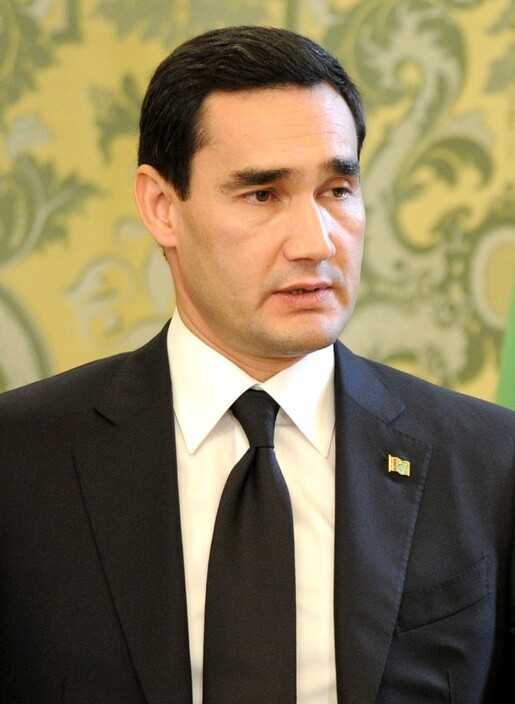
トルクメニスタン セルダル・ベルディムハメドフ（大統領）
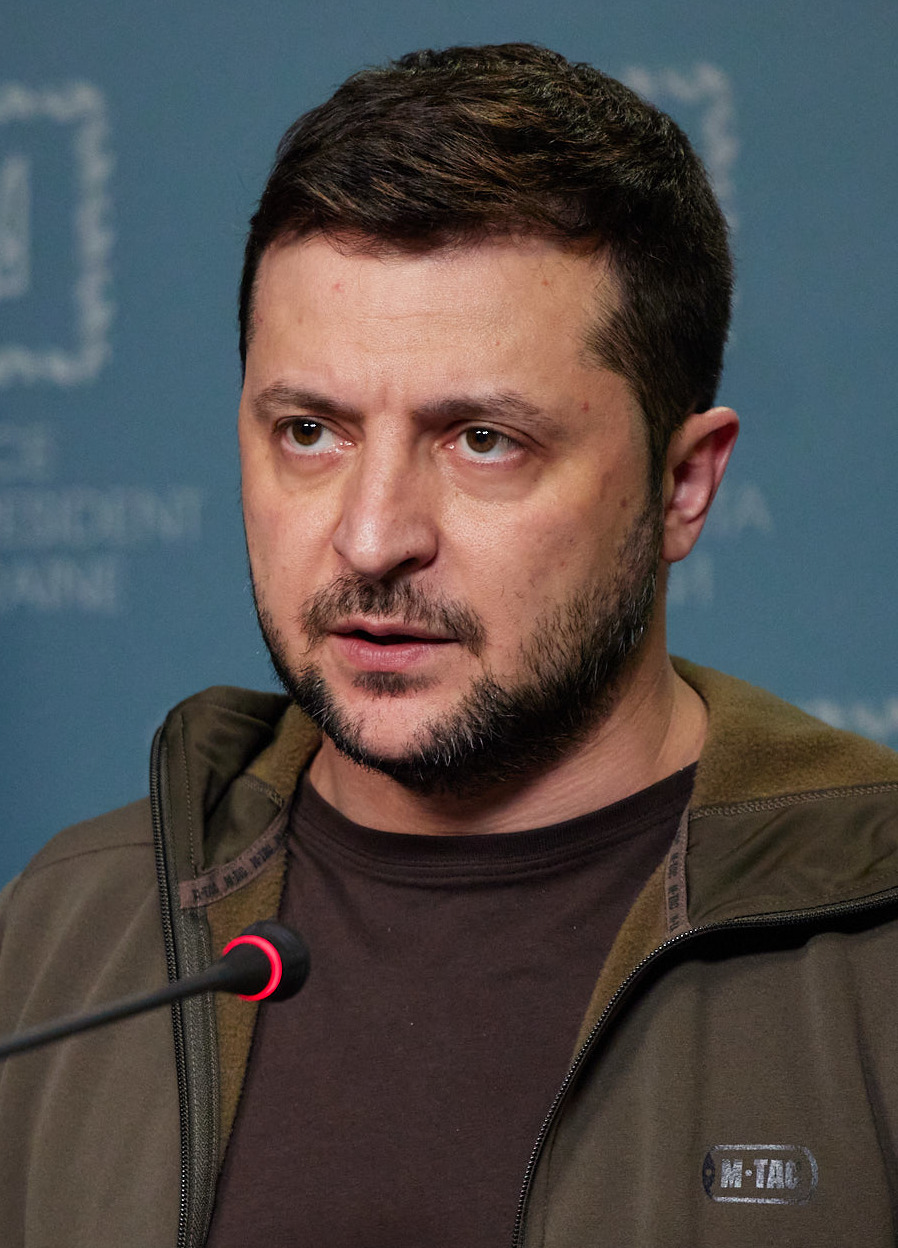
ウクライナ ウォロディミル・ゼレンスキー（大統領）
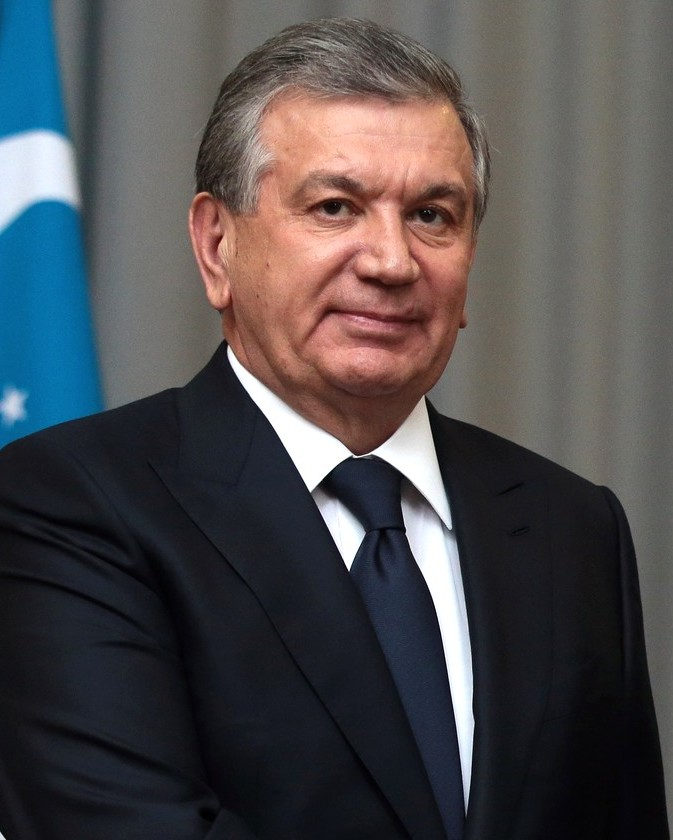
ウズベキスタン シャフカト・ミルジヨエフ（大統領）

#### 首相

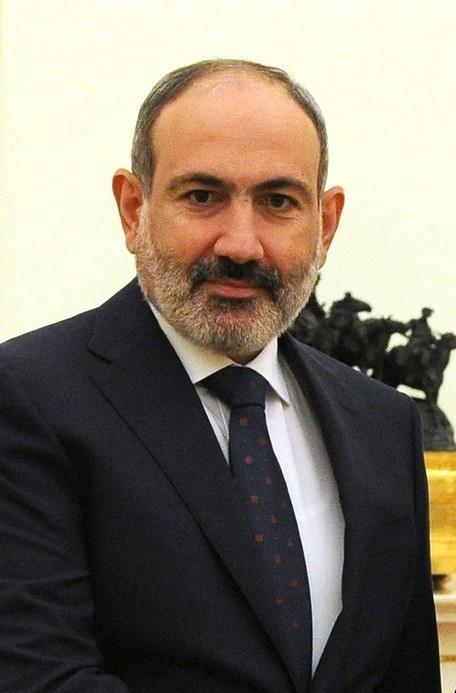
アルメニア ニコル・パシニャン（首相）
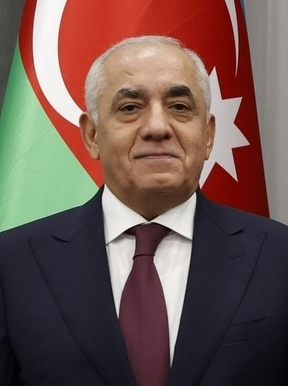
アゼルバイジャン アリ・アサドフ（首相）
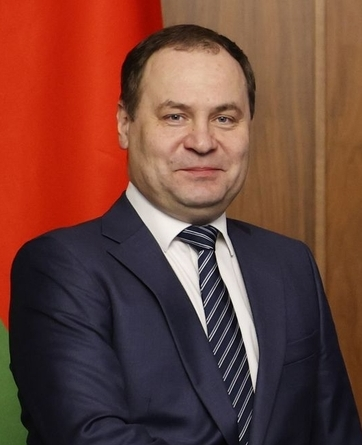
ベラルーシ ロマン・ゴロフチェンコ（首相）
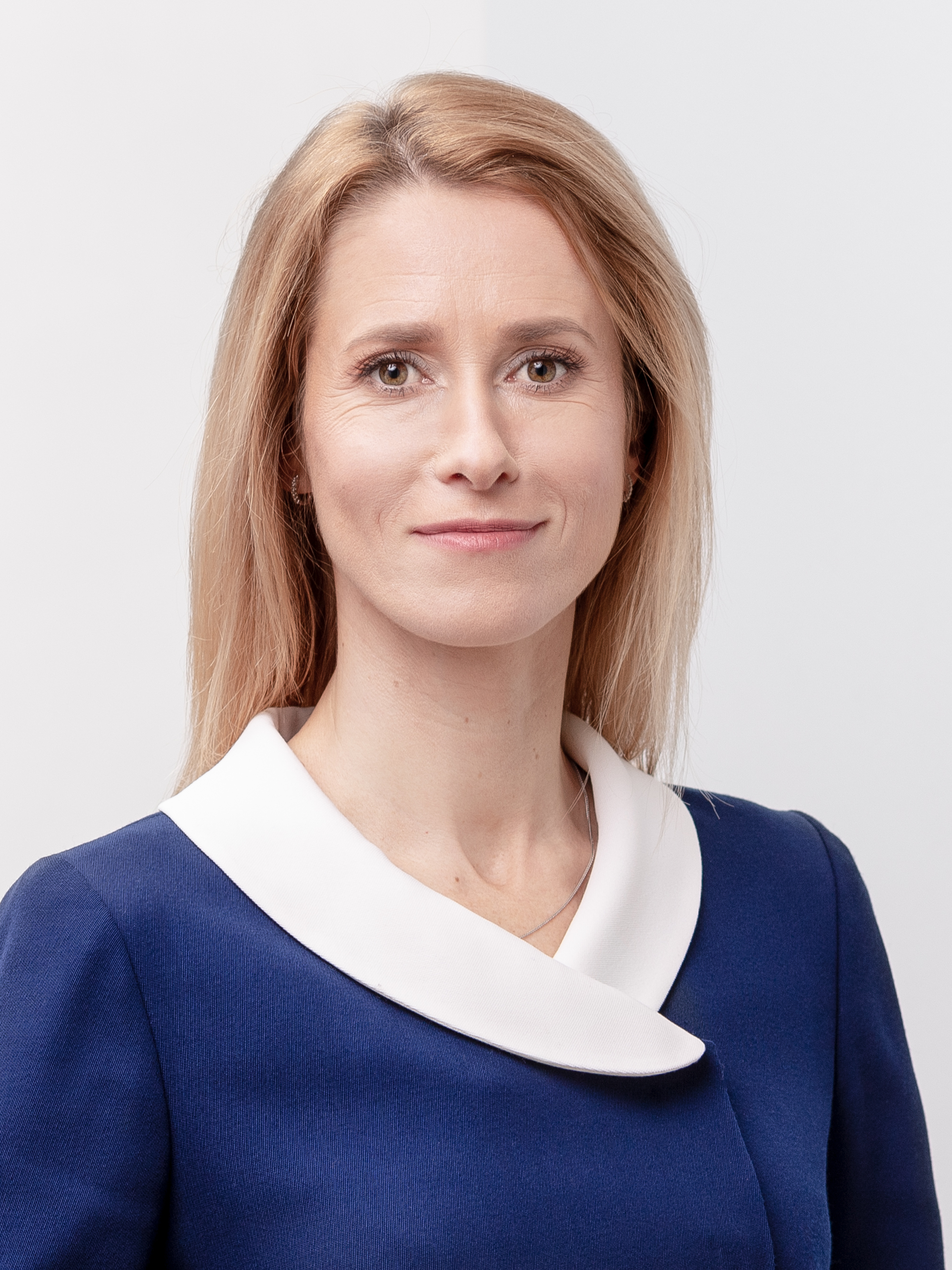
エストニア カヤ・カッラス（首相）
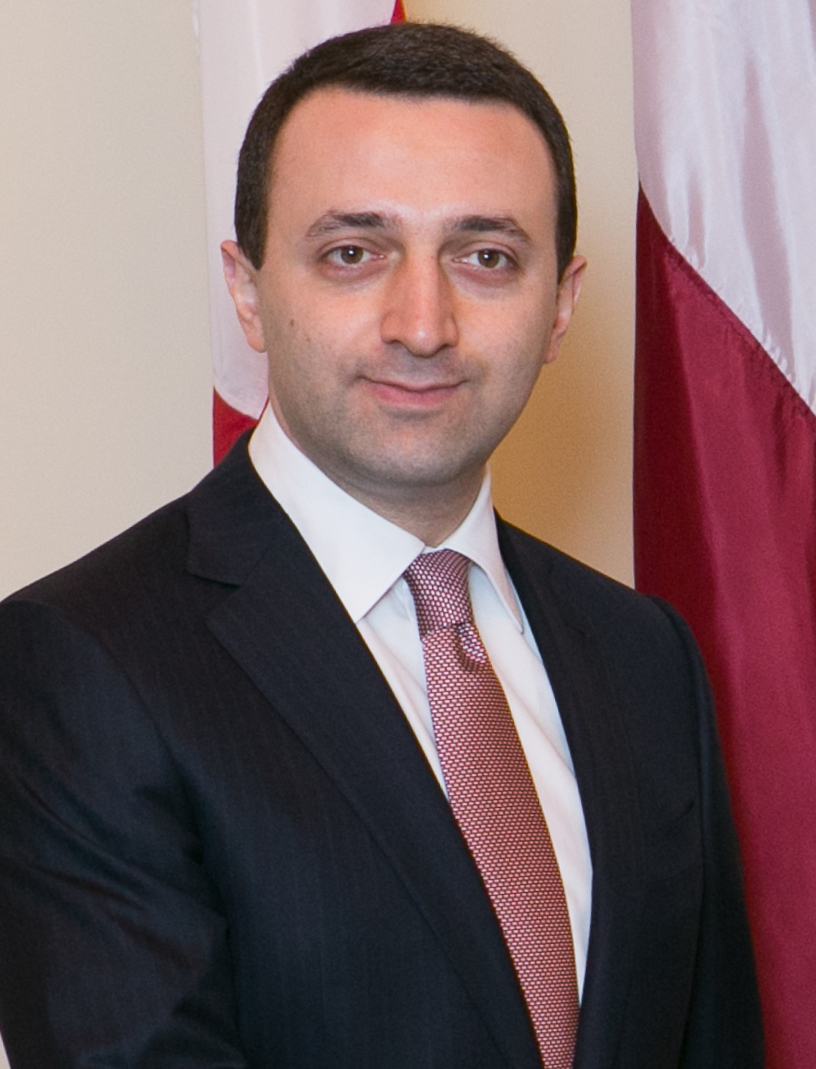
ジョージア イラクリ・ガリバシヴィリ（首相）
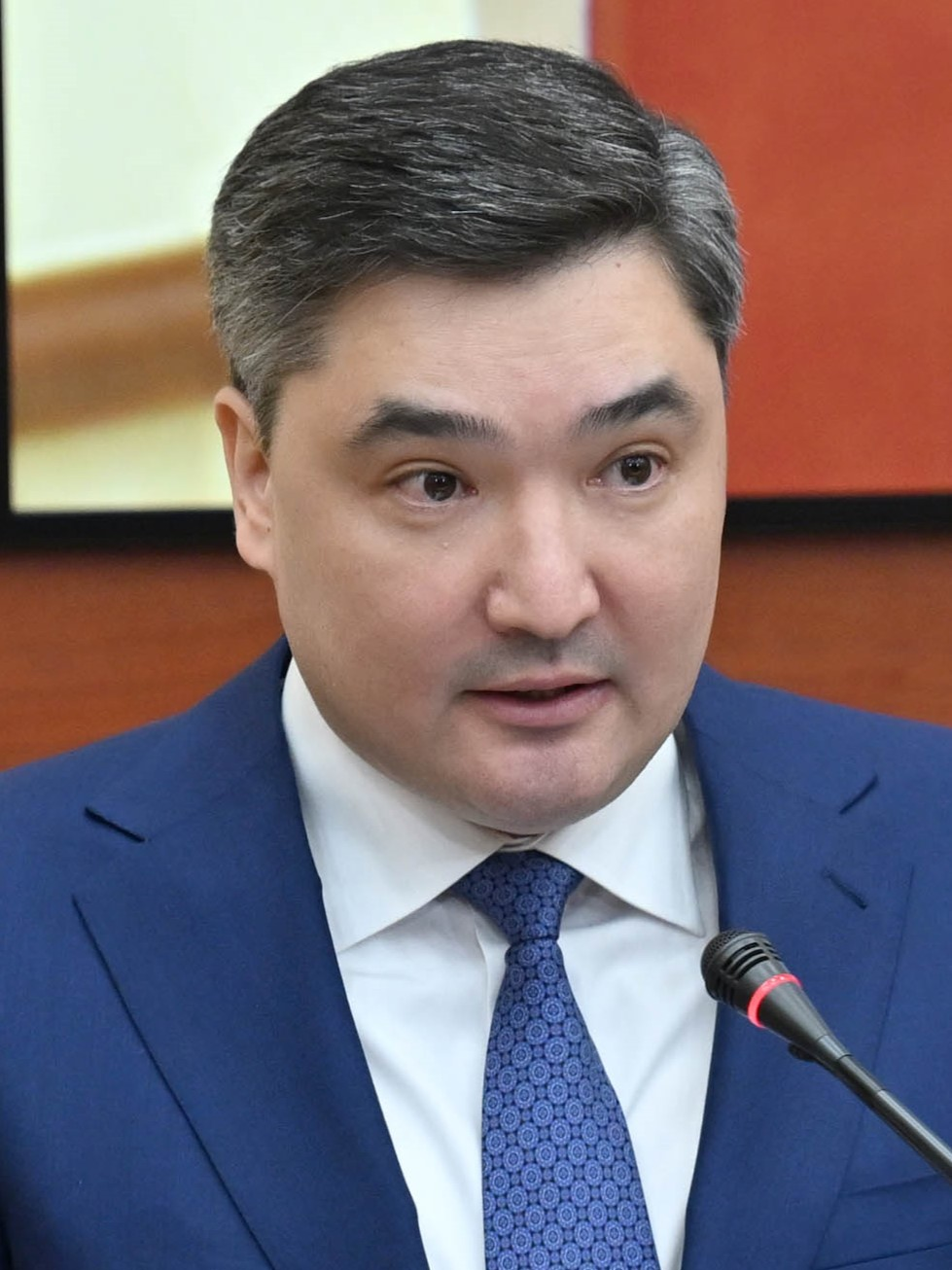
カザフスタン オルジャス・ベクテノフ（ロシア語版）（首相）
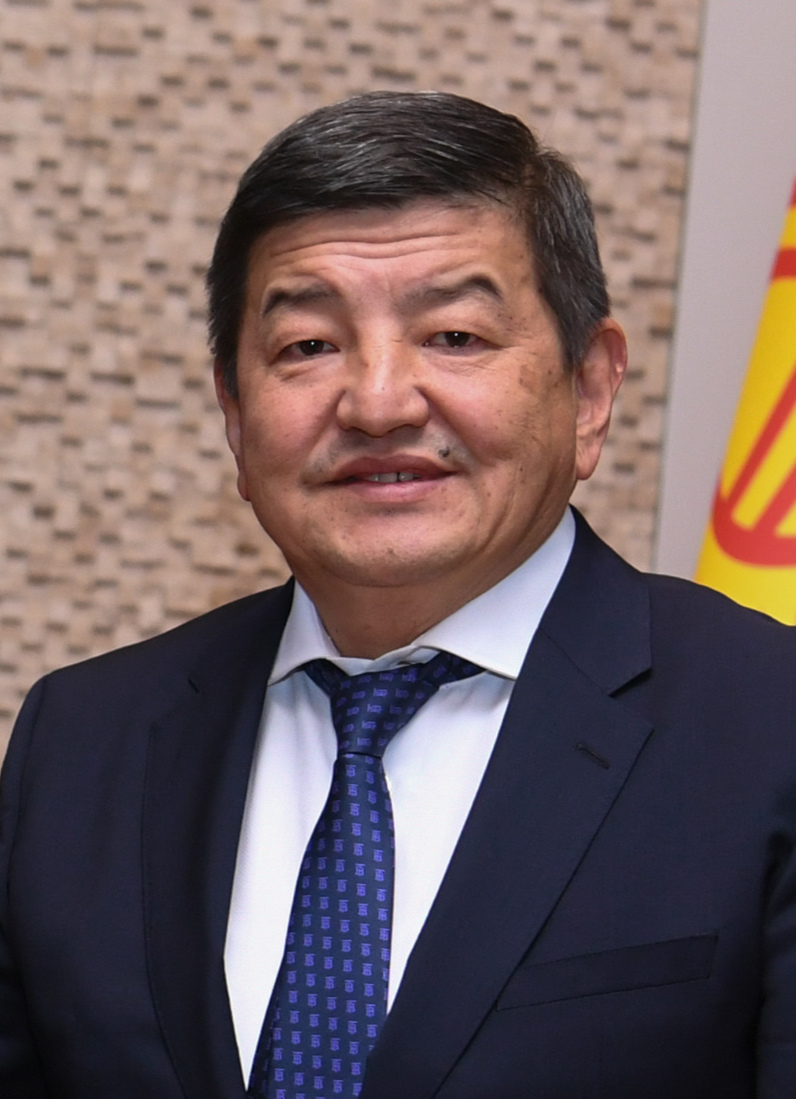
キルギス アキルベク・ジャパロフ （閣僚会議議長）
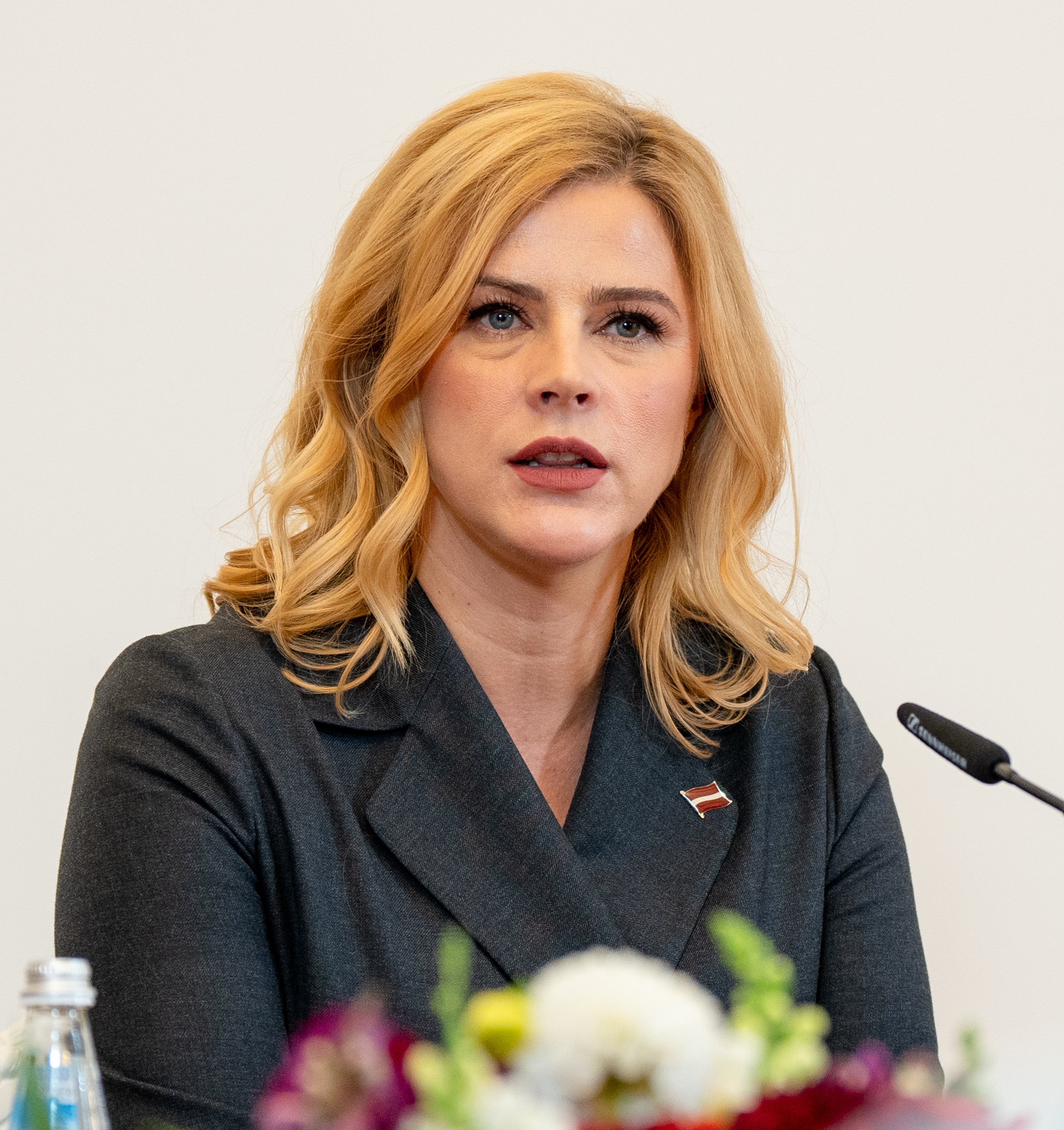
ラトビア エビカ・シリニャ（首相）
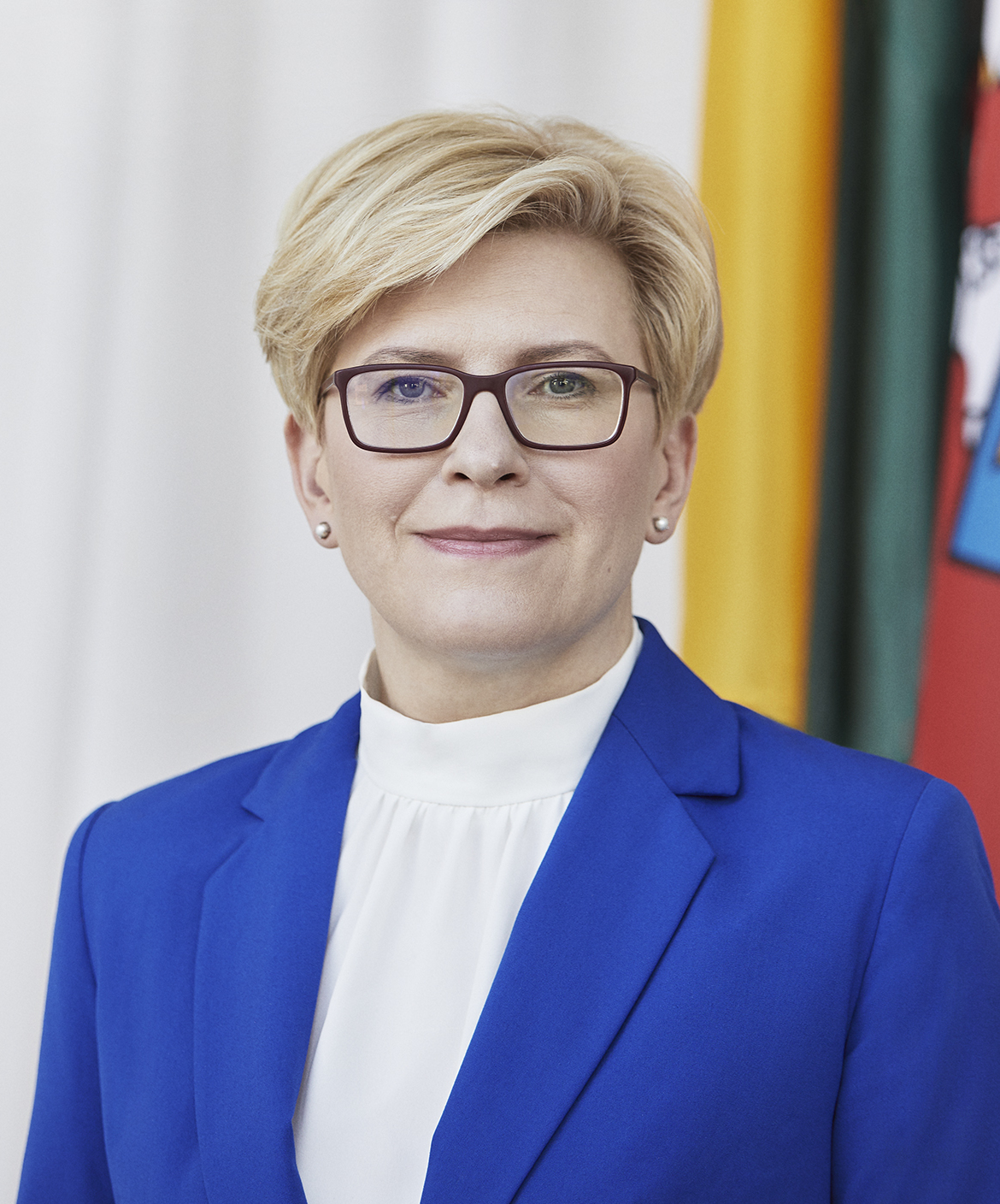
リトアニア イングリダ・シモニーテ（首相）
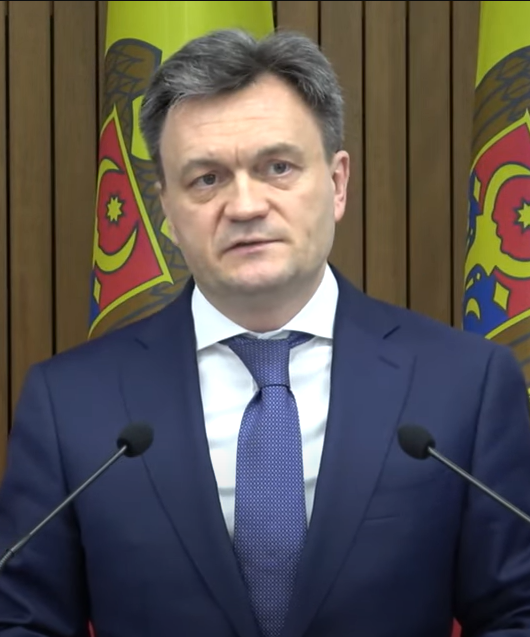
モルドバ ドリン・レチャン（首相）
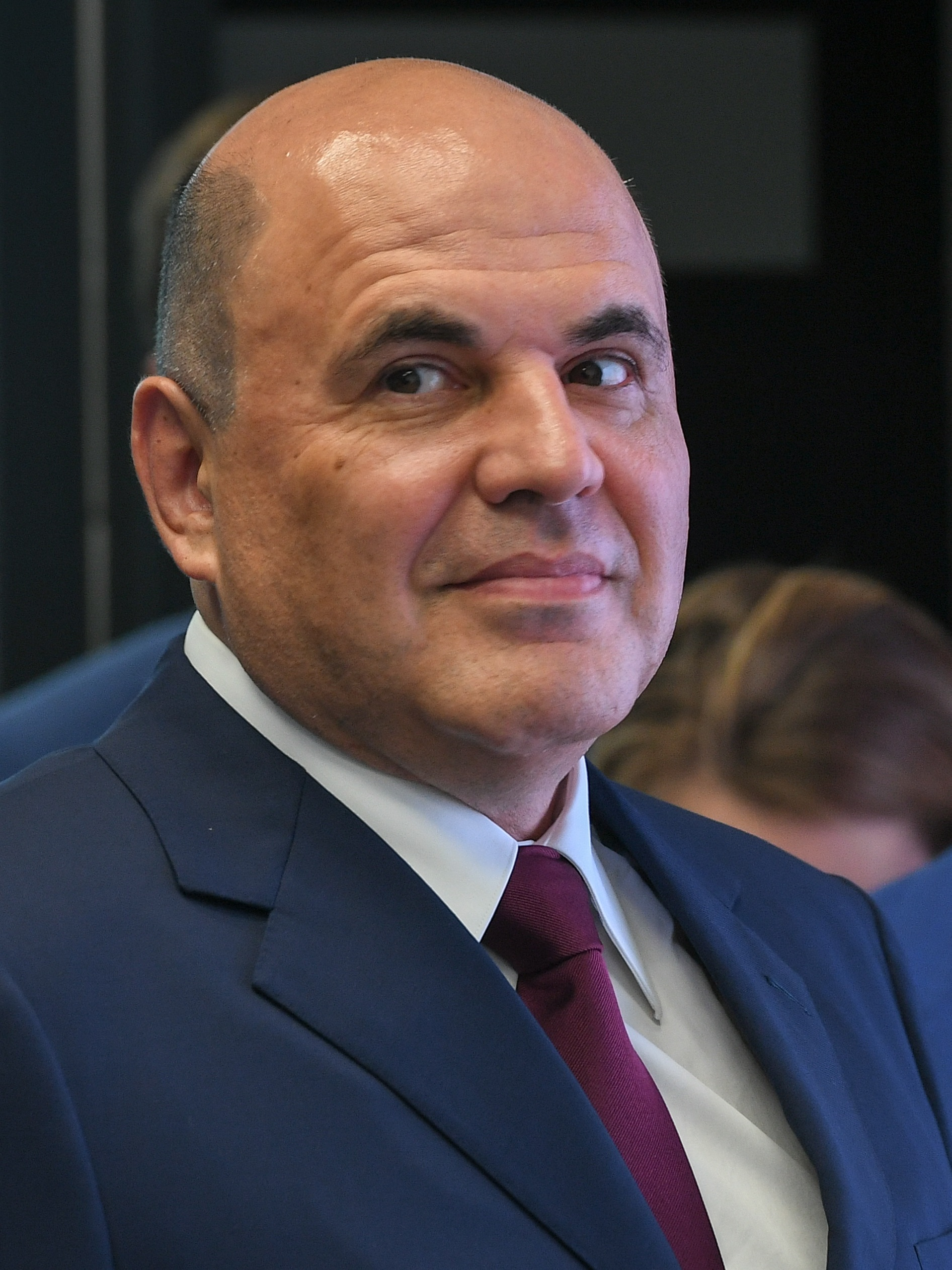
ロシア ミハイル・ミシュスチン（首相）
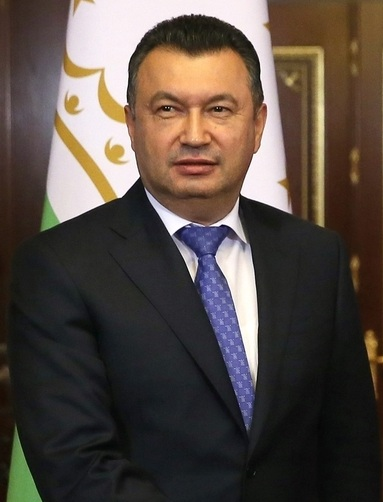
タジキスタン コヒル・ラスルゾダ（首相）
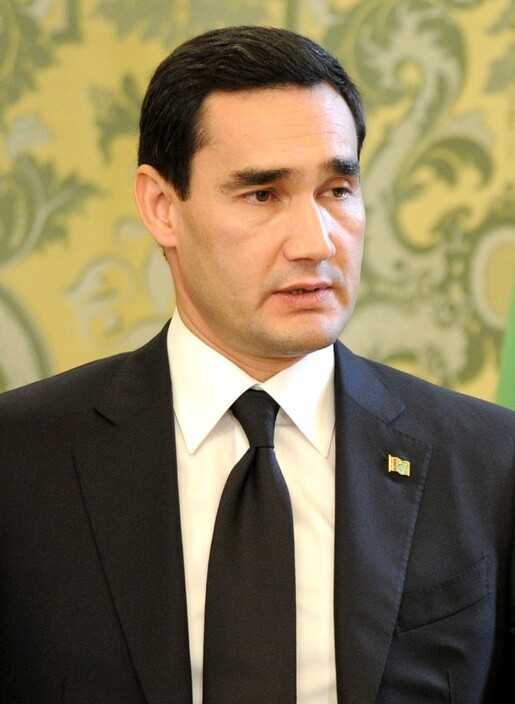
トルクメニスタン セルダル・ベルディムハメドフ（大統領）
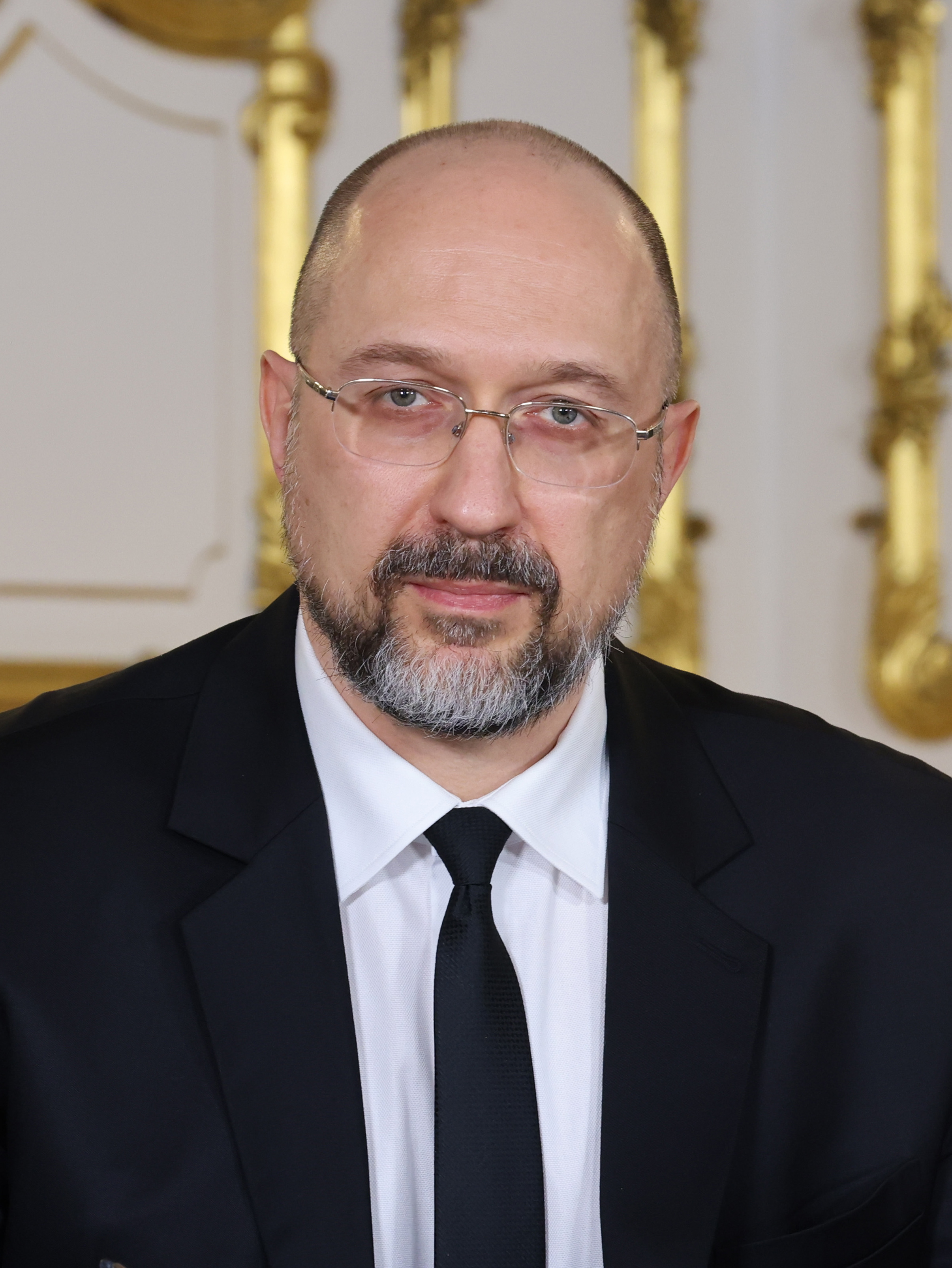
ウクライナ デニス・シュミハリ（首相）
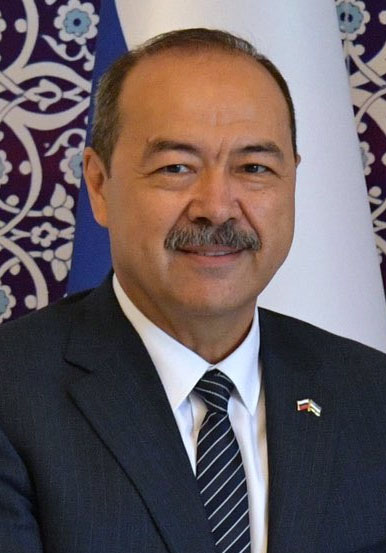
ウズベキスタン アブドゥラ・アリポフ（首相）

## 経済
ソ連解体は、ソ連の経済の全般的な停滞、更には後退を背景とした、ひとつの結果として起こった。また崩壊に合わせて、ソビエト連邦全体の生産計画を構築していたゴスプランが消滅したため、共和国間の経済的なつながりも途絶え、ソビエト連邦崩壊後の経済にさらに深刻な影響を及ぼした。
NIS諸国のほとんどは、1990年から1991年にかけて、中央計画経済から市場経済への移行を開始し、新自由主義的・ショック療法的な政策に従い、経済システムの再建と再構築に努めたが、その結果はさまざまであった。その結果、1990年から1995年の間に国内総生産（GDP）は全体で40％以上も減少し、深刻な経済衰退を引き起こした。このGDPの落ち込みは、1930年から1934年にかけてアメリカが世界恐慌で被った27％の落ち込みよりもはるかに激しいものだった。また、資本主義の原則に従って財政を組み直した結果、保健、教育、その他の社会プログラムへの支出が激減し、貧困と貧富の格差が急激に拡大した。大規模な民営化に伴う経済的なダメージは、1990年代において旧ソ連圏全域でおよそ100万人の労働年齢人口の大きな死亡をもたらした。経済学者スティーブン・ローズフィエルデの研究によれば、1990年から1998年にかけて340万人のロシア人が早死にしたが、これはワシントン・コンセンサスによるショック療法的な政策の結果でもあったという。
これらの経済の停滞・後退もやがて止まり、1995年以降、NIS諸国の経済は回復し始め、GDP成長率はマイナスからプラスに転じた。2007年までに、NIS15カ国のうち10カ国が1991年のGDP水準より回復した。経済学者のブランコ・ミラノヴィッチによれば、2015年時点で、ボスニア・ヘルツェゴビナ、ジョージア、キルギス、モルドバ、セルビア、タジキスタン、ウクライナなど、多くの旧ソ連共和国や旧共産主義諸国は、1991年の生産水準にまだ追いついていないとした。また同氏は、「『移行』国に住む10人のうち1人しか、資本主義やより民主主義への移行に成功していない」と結論づけた。ほか、2021年のミラノヴィッチの報告書について、クリステン・ゴドシーは、この見解は「基本的に正しい」とし、そのうえで「GDP、不平等、民主主義の定着のみに焦点を当てたことによって、移行がもたらす負の影響を過小評価している」と述べている。一方、ミッチェル・A・オーレンスタインは、この見解は「過度に悲観的」であり「ポーランドは目を見張るほどうまくいっており、多くの国で生活水準が上昇していた」と指摘している。
NIS諸国各国の新憲法のほとんどは、1990年代の民主主義移行期に並行した国々の経済システムを直接的または間接的に規定し、自由市場経済を強調している。これらの国の政府債務の平均は44％近くだが、その偏差は大きく、最低でも10％近く、最高でも97％である。傾向を見ると、ほとんどの国で国債の対GDP比が上昇している。課税に関する憲法上の背景も同様である。中央銀行は多くの場合、独立した国家機関であり、国家または連邦の金融政策の管理と実施を独占している。金融政策以外にも、金融仲介システムの監督を行うところもある。
国内総生産（GDP）の変化（恒常価格）（1991 - 2015）
| 国               | 1991* | 1996 | 2001  | 2006  | 2011  | 2015  | 2021  | 経済の伸びの転換点の年 ** |
| ---------------- | ----- | ---- | ----- | ----- | ----- | ----- | ----- | ------------------------- |
| 中央アジア       |       |      |       |       |       |       |       |                           |
| カザフスタン     | 100   | 69.3 | 88.5  | 141.4 | 185.7 | 219.0 | 252.3 | 1996                      |
| キルギス         | 100   | 58.9 | 76.1  | 89.6  | 114.4 | 133.9 | 154.5 | 1996                      |
| タジキスタン     | 100   | 34.1 | 45.2  | 56.0  | 98.1  | 124.5 | 189.5 | 1997                      |
| トルクメニスタン | 100   | 68.4 | 107.7 | 215.5 | 351.8 | 515.5 | ?     | 1998                      |
| ウズベキスタン   | 100   | 82.9 | 102.6 | 137.5 | 208.4 | 281.2 | 363.6 | 1996                      |
| 東ヨーロッパ     |       |      |       |       |       |       |       |                           |
| ベラルーシ       | 100   | 67.9 | 94.0  | 141.5 | 192.5 | 193.9 | 206.0 | 1996                      |
| モルドバ         | 100   | 45.2 | 45.0  | 62.5  | 74.5  | 83.2  | 104.6 | 1997                      |
| ロシア           | 100   | 63.1 | 74.5  | 103.3 | 118.3 | 119.8 | 135.2 | 1997                      |
| ウクライナ       | 100   | 47.2 | 51.8  | 73.7  | 75.9  | 63.4  | 68.8  | 2000                      |
| バルト三国       |       |      |       |       |       |       |       |                           |
| エストニア       | 100   | ?    | ?     | ?     | ?     | ?     | ?     | ?                         |
| ラトビア         | 100   | 67.8 | 92.9  | 143.1 | 130.1 | 145.8 | 165.3 | 1993                      |
| リトアニア       | 100   | 64.6 | 81.5  | 119.8 | 123.9 | 139.6 | 173.2 | 1995                      |
| 南コーカサス     |       |      |       |       |       |       |       |                           |
| アルメニア       | 100   | 63.3 | 84.2  | 154.7 | 172.5 | 202.6 | 244.2 | 1994                      |
| アゼルバイジャン | 100   | 42.7 | 65.2  | 150.2 | 241.1 | 276.5 | 269.6 | 1996                      |
| ジョージア       | 100   | 39.8 | 49.8  | 74.1  | 93.2  | 109.3 | 136.0 | 1995                      |

*ほとんどのソビエト共和国の経済は1989年から1990年にかけて落ち込み始めたため、1991年の指数は改革前の最大値には達していない。
**GDPの減少が成長に転じた年
現在の国内総生産 (GDP)のリスト (数値はIMFによる2023年の調査で、単位をUSDで統一している)
| 国               | 名目上 (1000000 USD) | 名目上 1人当たりの所得 (USD) | PPP (1000000 USD) | PPP 1人当たりの所得 (USD) |
| ---------------- | -------------------- | ---------------------------- | ----------------- | ------------------------- |
| NIS諸国          | 3,035,843            | 10,230                       | 7,496,732         | 25,280                    |
| アルメニア       | 23,725               | 8,007                        | 57,740            | 19,489                    |
| アゼルバイジャン | 70,030               | 6,757                        | 193,478           | 18,669                    |
| ベラルーシ       | 73,543               | 7,944                        | 217,040           | 23,447                    |
| エストニア       | 41,551               | 31,209                       | 61,757            | 46,385                    |
| ジョージア       | 27,947               | 7,600                        | 80,611            | 21,922                    |
| カザフスタン     | 245,695              | 12,306                       | 652,597           | 32,688                    |
| キルギス         | 12,309               | 1,736                        | 43,318            | 6,250                     |
| ラトビア         | 47,398               | 25,136                       | 75,910            | 40,256                    |
| リトアニア       | 78,346               | 28,094                       | 137,389           | 49,266                    |
| モルドバ         | 15,829               | 6,342                        | 42,028            | 16,840                    |
| ロシア           | 2,062,649            | 14,403                       | 4,988,829         | 34,837                    |
| タジキスタン     | 12,796               | 1,277                        | 52,997            | 5,293                     |
| トルクメニスタン | 82,649               | 13,065                       | 126,355           | 19,974                    |
| ウクライナ       | 148,712              | 4,654                        | 444,194           | 13,901                    |
| ウズベキスタン   | 92,332               | 2,563                        | 371,346           | 10,308                    |

## 発展と進歩
NIS諸国を、2021年の人間開発指数による国順リストのスコアに従ってリストアップしたもの：
人間開発指数が非常に高かった国家:
- エストニア: 0.890
- リトアニア: 0.875
- ラトビア: 0.863
- ロシア: 0.822
- カザフスタン: 0.811
- ベラルーシ: 0.808
- ジョージア: 0.802

人間開発指数が高かった国家:
- ウクライナ: 0.773
- モルドバ: 0.767
- アルメニア: 0.759
- アゼルバイジャン: 0.745
- トルクメニスタン: 0.745
- ウズベキスタン: 0.727

人間開発指数が中程度の国家:
- キルギス: 0.692
- タジキスタン: 0.685

## 地域組織

旧ソ連領内の様々な国家的組織間の関係を示したオイラー図

CIS加盟国
EU、NATO、もしくはOECDの加盟国
その他のEU加盟国またはNATO加盟国

ソビエト連邦の崩壊後、多くの地域組織や協力ブロックが誕生した。この節では、主に（あるいは完全に）NIS諸国によって構成されている組織のみをリストアップしている。ソビエト連邦崩壊後の15カ国は、地域ブロックへの参加で分裂している：
- ベラルーシ、ロシア、ウクライナは1991年12月に独立国家共同体（CIS）を設立した。ソ連の後継組織として構想され、1993年12月には旧ソ連15共和国のうち12カ国（バルト3国を除く）が加盟した[60]。現在、旧ソ連15カ国のうち9カ国と、準加盟国1カ国（トルクメニスタン）で構成されている。グルジアは2008年8月にCISから脱退し、ウクライナは2018年5月にCISへの参加を停止した。
- バルト3国はソ連崩壊後のどの組織にも加盟を求めず、代わりに欧州連合（EU）と北大西洋条約機構（NATO）への加盟を求め達成しているが、電力や鉄道システムは旧ソ連の組織と密接な関係を保っている。例外として民主的選択共同体（英語版）には加盟している。
- 中央アジアのカザフスタン、キルギス、タジキスタン、ウズベキスタン（およびベラルーシ）はCISの加盟国であり、ロシアを中心とするいくつかの地域組織に参加している。そのような組織とは、ユーラシア経済共同体（後にユーラシア経済連合に統合され、タジキスタンとウズベキスタンは加盟していない）、集団安全保障条約機構、上海協力機構である。最後の2つの組織は、ウズベキスタンがGUAMを脱退し、EurAsECとCSTOへの加盟（その後、それぞれ2008年と2012年に脱退）を求めてから、初めて区別されるようになった。
- アルメニアはCISに加盟しているほか、集団安全保障条約機構とユーラシア経済連合に参加している。
- モルドバとアゼルバイジャンはCISに参加しているが、それ以外はロシアに支配されていない地域組織の中で協力することがほとんどである。そのような組織とは、GUAMと民主的選択共同体（英語版）である。ウクライナはCISの創設に関わった3カ国のひとつだが、1993年のCIS憲章を批准していないため、法的には加盟していない[60]。
- トルクメニスタンはCISの準加盟国（2005年8月に正式加盟を脱退）[61]であり、経済協力機構（ECO）の加盟国である。
- 2008年、グルジアはCIS執行機関に地域組織からの脱退を通告し[62][63]、CIS憲章（第1条、第9条）によれば、この決定は通告日から12ヵ月後に発効した[64]。

### 独立国家共同体
独立国家共同体（CIS）は10カ国の旧ソビエト共和国で構成され、その加盟国はそれぞれ異なる。2010年12月現在、9カ国（アルメニア、アゼルバイジャン、ベラルーシ、モルドバ、カザフスタン、キルギス、ロシア、タジキスタン、ウズベキスタン）がCIS憲章を批准し、CISの正式加盟国となっている。1カ国（トルクメニスタン）は準加盟国であり、2カ国（グルジア、ウクライナ）は2009年と2018年に脱退した。2014年、ウクライナはCIS議長国を辞退し、脱退を検討した。
1994年、CIS加盟国は自由貿易地域の創設に合意したが、協定は調印されなかった。2011年10月19日、アルメニア、ベラルーシ、カザフスタン、キルギス、モルドバ、ロシア、タジキスタン、ウクライナが自由貿易協定に調印した。ウズベキスタンは2013年に自由貿易地域に加盟した。

### ユーラシア経済共同体

EAEC加盟国
GUAM加盟国
その他のCIS加盟国

ロシア、ベラルーシ、カザフスタン、キルギス、タジキスタンの5カ国によってユーラシア経済共同体（EAEC、EurAsEC）が設立された。ウクライナとモルドバは共同体のオブザーバー資格を持っているが、ウクライナは正式加盟国にはなりたくないと表明している。また他の加盟国と国境を接していることが正式加盟の条件であるため、モルドバは加盟を禁じられている。ウズベキスタンは中央アジア協力機構とユーラシア経済共同体の統合計画が始まった2005年10月に加盟を申請し、2006年1月25日に加盟した。その後、ウズベキスタンは2008年に加盟を停止した。
2014年10月10日ユーラシア経済共同体の国家間理事会の後、ミンスクでユーラシア経済共同体の終了に関する合意が調印された。ユーラシア経済連合発足に伴い、ユーラシア経済共同体は2015年1月1日をもって終了した。

### ユーラシア関税同盟

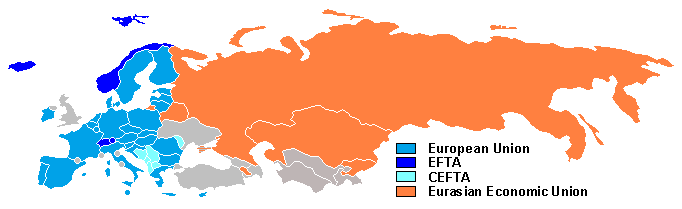
NIS諸国における経済統合ブロック： EU、EFTA、CEFTA、ベラルーシ・カザフスタン・ロシア関税同盟

ロシア、ベラルーシ、カザフスタンは関税同盟を結び、2010年7月に発効した。ウクライナ、キルギス、タジキスタンは当時、加盟に関心を示していた。ロシアはアルメニア、モルドバ、ウクライナがEUではなく関税同盟に加盟することを熱望しており、モルドバの分離独立国家である沿ドニエストル共和国もこれを支持している。2013年、キルギスとアルメニアは加盟を目指す計画を発表したが、ウクライナではこの問題をめぐる分裂が起こり、ウクライナ政府がEU加盟を支持を取りやめ、東方パートナーシップからの離脱も検討し、ロシアとの接近を行ったため、結果として尊厳の革命が起こった。2014年には、モルドバのガガウズ自治区の有権者がEUとの緊密な結びつきを否定し、加盟を支持した。
2012年1月1日、ロシア、カザフスタン、ベラルーシは単一経済空間を設立し、商品、サービス、資本、労働のための単一市場の効果的な機能を確保し、首尾一貫した産業、運輸、エネルギー、農業政策を確立した。この協定には将来の統合に向けたロードマップが盛り込まれ、ユーラシア経済委員会（欧州委員会をモデル）が設立された。ユーラシア経済委員会は、ユーラシア関税同盟、単一経済空間、ユーラシア経済連合の規制機関として機能している。

### ユーラシア経済連合

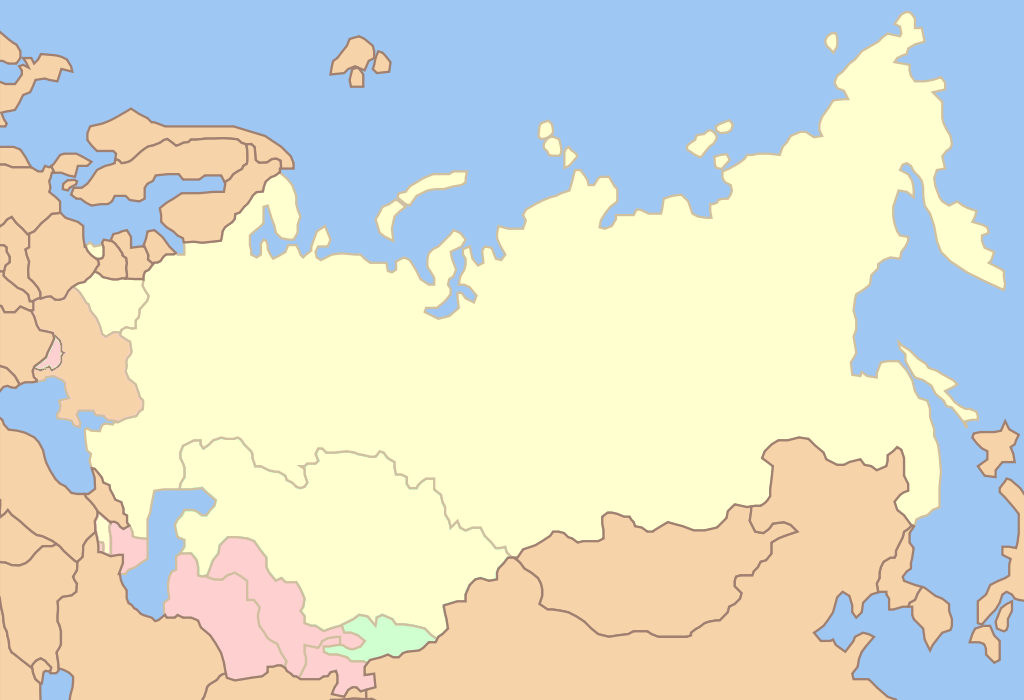
EAEU加盟国
EAEU加盟国
その他のCIS加盟国

ユーラシア経済連合（EAEU）は、NIS諸国による経済連合である。2014年5月29日、ベラルーシ、カザフスタン、ロシアの首脳によってEAEU設立を目指す条約が署名され、2015年1月1日に発効した。2014年10月9日にアルメニア、12月23日にキルギスのユーラシア経済連合への加盟を目指す条約が調印された。アルメニアの加盟条約は2015年1月2日に発効した。キルギスの加盟条約が発効するのは2015年5月だが、批准されれば、加盟国として成立したその日からEAEUに参加することになる。また、モルドバとタジキスタンは加盟予定国である。

### 集団安全保障条約機構

CSTO加盟国
GUAM加盟国
その他のCIS加盟国

ロシア、ベラルーシ、カザフスタン、キルギス、タジキスタン、ウズベキスタン、アルメニアのCIS加盟国である7カ国は軍事協力を強化し、従来の集団安全保障条約（CST）を拡大した集団安全保障条約機構（CSTO）を設立した。1999年にグルジア、アゼルバイジャンとともにCSTを脱退したウズベキスタンはGUAMに加盟。その後2005年にGUAMを脱退し、2006年にCSTOに加盟した。2012年6月28日、ウズベキスタンはCSTOへの加盟を停止した。

### 北大西洋条約機構

NATO/CSTO

NIS諸国の内の3カ国がNATOに加盟している： エストニア、ラトビア、リトアニアである。世論も政府与党もNATO加盟を支持しているジョージアは、NATOとの対話強化プログラムに参加している。ウクライナもまた、2017年に再びNATO加盟を地政学的目標として宣言した（宣言開始初期はオレンジ革命の直後で、ヴィクトル・ユシチェンコ大統領の任期が始まった時だった）。
平和のためのパートナーシップと個別パートナーシップ及び協力プログラムに参加している他の国々は、アルメニア、アゼルバイジャン、ベラルーシ、カザフスタン、キルギス、モルドバ、ロシア、タジキスタン、トルクメニスタン、ウズベキスタンである。

### GUAM
グルジア、ウクライナ、アゼルバイジャン、モルドバの4カ国が加盟するGUAMは、この地域におけるロシアの支配に対抗する目的で設立された。尚、この4カ国はCIS以外のソ連解体後に誕生した地域組織に参加していない。

### ベラルーシ・ロシア連合国家

ベラルーシ・ロシア連合国家加盟国
連合への加盟に関心を示しているCIS加盟国
その他のCIS加盟国

ベラルーシ・ロシア連合国家は、1996年4月2日にロシア・ベラルーシ連合国という名称で結成された。ロシア・ベラルーシ連合国家創設条約の成立はベラルーシのアレクサンドル・ルカシェンコ大統領が主導した。書類上、ベラルーシ・ロシア連合国家は、ルーブルを共通通貨として導入するなど、単なる協力の範囲を超えたさらなる統合を意図している。

## その他の地域組織

### 経済協力機構
経済協力機構は1985年にトルコ、イラン、パキスタンによって設立されたが、1992年にはアフガニスタンと主にイスラム教を信仰する旧ソ連の6つの共和国に拡大された： アゼルバイジャン、カザフスタン、キルギス、タジキスタン、トルクメニスタン、ウズベキスタンである。

### 民主主義と民族の権利のための共同体
ソ連崩壊後に誕生したNIS諸国の内の国連に参加・加盟した実績が無い国であるアブハジア、アルツァフ、南オセチア、沿ドニエストルは、より緊密な統合を目指す「民主主義と民族の権利のための共同体」に加盟している。

### 民主的選択共同体

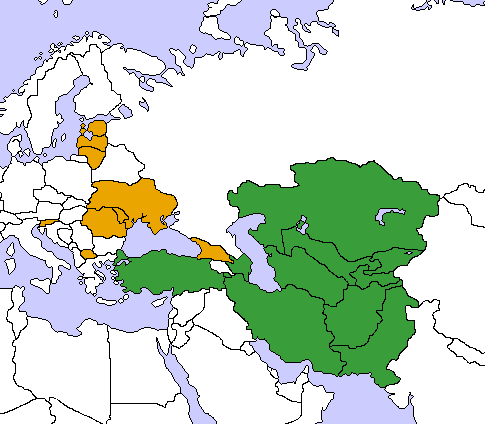
民主的選択共同体加盟国
経済協力機構加盟国

民主的選択共同体（CDC）は、2005年12月にウクライナとジョージアの呼びかけにより結成され、NIS諸国の6カ国（ウクライナ、ジョージア、モルドバ、エストニア、ラトビア、リトアニア）と東欧・中欧の3カ国（スロベニア、ルーマニア、北マケドニア）で構成されている。黒海フォーラム（BSF）は密接に関連した組織である。オブザーバー国にはアルメニア、ブルガリア、ポーランドが含まれる。
このフォーラムは、前述のGUAMと同様、この地域におけるロシアの影響力に対抗するためのものと考えられている。このフォーラムは、バルト諸国も参加するNIS諸国を中心とした唯一の国際フォーラムである。さらに、このフォーラムに参加している他のNIS諸国3カ国は、すべてGUAMのメンバーである。

### 上海協力機構

上海協力機構:
加盟国
オブザーバー
対話パートナー
オブザーバー資格申請者

上海協力機構（SCO）は、中国とロシア、カザフスタン、キルギス、タジキスタン、ウズベキスタンのNIS諸国含む6カ国によって結成された。この組織は2001年に設立されたが、その前身である上海ファイブは1996年から存在していた。上海協力機構は、国境画定、テロリズム、エネルギーといった安全保障に関連する問題を中心に活動している。

### 経済協力組織
- モルドバが加盟している中欧自由貿易協定（略称: CEFTA、旧ユーゴスラビアの非ソ連諸国も含まれ、以前は、EU加盟時にCEFTAから離脱した他の中欧諸国も含まれていた。CEFTAは、EU非加盟国に対して西欧自由貿易連合（EFTA）が提供しているのと同様の役割を中欧で果たしている）；この同盟は、ロシアを中心とするEurAsECには参加したくないが、西側諸国との同盟関係を模索している国々のための、EUとの強力な協力関係を持つ経済組織となっている。モルドバは、弱体化しつつあるCISの中にある唯一のCEFTA加盟国であるが、共通の安全保障政策のほとんどで集団安全保障条約機構（CSTO）には参加していない（しかし、EUの前身であるWEUの参加規約に合致していないことや、沿ドニエストルの問題が未解決であるためにEUには加盟できていない）。
- 黒海経済協力機構（BSEC）の加盟国はロシア、グルジア、ウクライナ、アゼルバイジャン、モルドバ、トルコ、アルバニア、ギリシャ、ルーマニア、ブルガリア、セルビア、アルメニアと、NIS諸国がいくつか加盟している（SCOと密接に関連する経済組織だが、アルメニアも参加するため、より地域に重点を置いている。）。
- ソ連から最初に独立宣言をしたバルト3国を含む欧州連合（EU）は、ソ連崩壊後、CISに加盟することはなかった（現在では、EU加盟時にCEFTAから離脱した中欧の元共産主義国家（ポーランド、チェコ、スロバキア、ハンガリー、ルーマニア、ブルガリア、スロベニア）も含まれている）。

### 政治的統合と安全保障同盟
- モルドバが加盟している南東欧安定化協定（略称: SPforSEE、CEFTAに似た構造だが、NATO非加盟国のために経済ではなく安全保障に重点を置いている）は、主にNATOに協力しており、西欧同盟（WEU）のオブザーバー・グループに関連している。
- 北大西洋条約機構（NATO）は政治的統合と安全保障同盟について、エストニア、ラトビア、リトアニア、ポーランド、およびEUに加盟している中欧諸国を対象としている（EU加盟国にはWEU加盟国も含まれる。WEU加盟国は、EU、WEU、およびすべての欧州NATO加盟国が現在共有している共通安全保障防衛政策および共通外交・安全保障政策に従っているためである）。
- その他の残りの国々は旧ユーゴスラビアの一部であるが、紛争や政治的緊張のために、政治的統合や相互的な安全保障のための効率的な協力はまだできていない。なお、経済協力や政治協力、開発に重点を置く他の組織の助けを借りて、経済的に協力することも可能で、安全保障に関しては、より大きな欧州安全保障協力機構（OSCE）への加盟を通じて、より限定的な協力ができるようになっている。
- 唯一の例外はベラルーシ（ソビエト崩壊後の民主化は実現しなかった）で、政治的統合や、NATO、OSCE、WEU、あるいはロシア（ベラルーシの再統合プロセスはほぼすべての領域で強化されている）以外の欧州諸国との安全保障同盟をいまだに拒否している。

#### 他領域の組織
- モルドバが加盟する南東欧協力プロセス（略称: SEECP、SPforSEEに似ているが、安全保障のための協力よりも政治的統合に重点を置いており、CEFTAに似ているが貿易には重点を置いていない）。
- モルドバが加盟する南東欧協力イニシアティヴ（略称: SECI、SEECPと密接な関係を持つ）
- 中欧イニシアティヴ（英語版）（CEI）は、モルドバ、ウクライナ、ベラルーシが加盟しており（および欧州連合（EU）加盟の中南西ヨーロッパ諸国。東欧諸国がEUの基準に達し、政治的に協力し、より良い経済発展と強力で機能的、かつより民主的な法制度を見出すのを支援することを目的としている） 、またベラルーシがまだ加盟している唯一の地域組織である（しかし、旧共産圏諸国の中で唯一、ロシアとの協力の強化に賛成し、EUやNATOとの統合に反対しているため、ベラルーシとの政治協力はほとんど停滞している；しかしベラルーシは孤立状態であり、ロシアと中国が主導するSCOにもいまだに協力していない）
- ジョージア、ウクライナ、アゼルバイジャン、モルドバ、アルメニアが加盟する黒海フォーラム（英語版）（略称: BSF、NATO加盟国である非NIS諸国の国々も、この地域の政治的安定の維持と紛争の回避に関心を持っている： ルーマニア、ブルガリア、トルコは現在EUとCEIに加盟しており、政治的発展のためにEUのルールを利用している）。この組織は各国のEU加盟を支援することに重点を置いているのではなく、CEIのように共通の基準や良好な統治、国内の安定と民主主義を達成することに重点を置いている[要出典]。
- 民主主義と民族の権利のための共同体

### その他の組織
上記とは別に、NIS諸国は以下のような様々な国家から成る組織のメンバーでもある：
- 国際バスケットボール連盟
- 国際サッカー連盟
- 国際アイスホッケー連盟
- 国際オリンピック委員会
- 国際パラリンピック委員会
- KHL（ベラルーシ、カザフスタン、ロシアが加盟）
- 国際連合教育科学文化機関
- 世界保健機関
- 世界貿易機関

## 政治
NIS諸国の政治的自由について、フリーダム・ハウスの2021年版報告書は次のように列挙している：
- エストニア、ラトビア、リトアニアは「自由」な国である。
- アルメニア、グルジア、モルドバ、ウクライナは「一部自由」な国である。
- アゼルバイジャン、ベラルーシ、カザフスタン、キルギス、ロシア、タジキスタン、トルクメニスタン、ウズベキスタンは「自由ではない」国である。

同様に、「国境なき記者団」が2022年に発表した「報道の自由度指数」では、報道の自由に関して以下のように記録されている：
- エストニア - 「非常に良い」
- ラトビア、リトアニア、モルドバ - 「良い」
- アルメニア、グルジア、キルギス、ウクライナ - 「問題のあり」
- カザフスタン、タジキスタン、ウズベキスタン - 「悪い」
- アゼルバイジャン、ベラルーシ、ロシア、トルクメニスタン - 「非常に悪い」

カザフスタンではヌルスルタン・ナザルバエフが2019年に突然辞任するまで、ウズベキスタンではイスラム・カリモフが2016年9月に死去するまで、独立後数十年にわたって指導者が交代しなかった。これらの大統領はいずれも元々任期が限られていたが、政令や国民投票によって任期を延長した（ベラルーシのアレクサンドル・ルカシェンコ大統領やタジキスタンのエモマリ・ラフモン大統領もこの慣行を踏襲している）。キルギスのアスカル・アカエフも同様に、2005年のチューリップ革命によって辞任を余儀なくされるまで、独立以来大統領を務めていた。トルクメニスタンのサパルムラト・ニヤゾフは、独立から2006年に死去するまで統治を続け、自らを中心としたカルト的な国家形態を作り上げた。ニヤゾフの後継者であるグルバングル・ベルディムハメドフは、ニヤゾフへの崇拝に代わって、自身の人格崇拝を生成・維持している。
世襲独裁問題は、NIS諸国の政治に影響を与えるもう一つの要素であった。ヘイダル・アリエフは、広範かつ継続的な個人崇拝体制を構築した後、アゼルバイジャンの大統領職を息子のイルハム・アリエフに政権は渡されることとなる。中央アジアの他の指導者たちの子供たちが後継者として育てられているという説もある。またキルギスでは2005年のキルギス議会選挙にアカエフの息子と娘が参加したことで、キルギスでも世襲独裁が行われるのではないかという懸念が高まり、反アカエフの風潮が形成されていったという説もある。

### 分離主義紛争
経済的、政治的、国家的、軍事的、社会的問題はすべて、ソ連崩壊後の世界における分離主義の要因となってきた。多くの場合、民族分裂などの要因による問題はソ連崩壊以前から存在し、崩壊と同時に表沙汰になった。このような領土とその結果としての軍事衝突は、これまでずっと続いてきた：

#### 現在までに独立を主張しているNIS諸国内の国家
| 地域         | 国名                                                  | 国章 | 国旗 | 首都         | 独立日                              | 国際的認知度 | 面積  | 面積  | 人口    | 人口密度 | 人口密度 |
| 地域         | 国名                                                  | 国章 | 国旗 | 首都         | 独立日                              | 国際的認知度 | km2   | mi2   | 人口    | p/km2    | p/mi2    |
| ------------ | ----------------------------------------------------- | ---- | ---- | ------------ | ----------------------------------- | ------------ | ----- | ----- | ------- | -------- | -------- |
| 東ヨーロッパ | 沿ドニエストル共和国 (沿ドニエストル・モルドバ共和国) |      |      | ティラスポリ | 1990年9月2日 ( モルドバから独立)    | 非公認       | 4,163 | 1,607 | 306,000 | 73.5     | 190.4    |
| 南コーカサス | 南オセチア (南オセチア-アラニア共和国)                |      |      | ツヒンヴァリ | 1992年5月29日 ( ジョージアから独立) | 一部から承認 | 3,900 | 1,506 | 53,532  | 13.73    | 35.6     |
| 南コーカサス | アブハジア (アブハジア共和国)                         |      |      | スフミ       | 1992年7月23日 ( ジョージアから独立) | 一部から承認 | 8,660 | 3,344 | 254,246 | 29.36    | 76.0     |

- 沿ドニエストル共和国: モルドバから事実上独立している。ロシア語を話す住民が大半を占め、ルーマニアとの統合を恐れたため、1990年に独立を宣言した。1992年のトランスニストリア戦争以来、沿ドニエストル共和国軍とモルドバ軍の間で停戦が続いており、ロシア軍が沿ドニエストルに駐留している（在モルドバ共和国沿ドニエストル地域ロシア軍作戦集団）[91]。
- 南オセチア: ジョージアから事実上独立している。この地域は1990年に独立を求める意思を表明し、紛争に発展したが（南オセチア紛争 (1991年-1992年)（英語版））、1992年に停戦に至った。2004年にジョージアの大統領にミヘイル・サアカシュヴィリが選出された後、分離主義運動が拡大し、2006年の住民投票では独立宣言が支持された。2008年のジョージア軍と分離主義者・ロシア軍との戦争（南オセチア紛争 (2008年)）により、ロシアは南オセチアの独立を承認した[92]。
- アブハジア: ジョージアから事実上独立している。1992年にジョージアが分離独立を望む団体を制圧するために軍隊を派遣したことで、この地域の緊張がおこった。1993年にジョージア軍とミングレリア語を話す住民のほとんどがアブハジアから強制退去させられ、1999年に独立を宣言した。2008年のグルジア軍と分離主義者・ロシア軍との戦争（南オセチア紛争 (2008年)）により、ロシアはアブハジアの独立を承認した[93]。

#### かつて独立主張をしていたNIS諸国内の独立勢力
| 地域         | 国名                                                  | 国章 | 国旗 | 首都                   | 独立日                                                        | 消滅の原因                                                          | 面積   | 面積   | 人口      | 人口密度 | 人口密度 |
| 地域         | 国名                                                  | 国章 | 国旗 | 首都                   | 独立日                                                        | 消滅の原因                                                          | km2    | mi2    | 人口      | p/km2    | p/mi2    |
| ------------ | ----------------------------------------------------- | ---- | ---- | ---------------------- | ------------------------------------------------------------- | ------------------------------------------------------------------- | ------ | ------ | --------- | -------- | -------- |
| 東ヨーロッパ | ガガウズ (ガガウズ共和国)                             |      |      | コムラト               | 1990年8月19日 ( モルダヴィア・ソビエト社会主義共和国から独立) | 1995年にモルドバに再統合され、自治州となる。                        | 1,848  | 714    | 134,132   | 72.58    | 188.0    |
| 東ヨーロッパ | クリミア (クリミア共和国)                             |      |      | シンフェロポリ         | 2014年3月11日 ( ウクライナから独立)                           | 2014年3月18日、不法な住民投票と併合の前にロシアが占領した。         | 1,848  | 10,077 | 1,913,731 | 73.32    | 189.9    |
| 東ヨーロッパ | ドネツク (ドネツク人民共和国)                         |      |      | ドネツク               | 2014年5月12日 ( ウクライナから独立)                           | 住民投票前にロシアに一部占領され、2022年9月に「併合」を宣言される。 | 7,853  | 3,032  | 2,302,444 | 293.19   | 759.4    |
| 東ヨーロッパ | ルガンスク (ルガンスク人民共和国)                     |      |      | ルガンスク             | 2014年5月12日 ( ウクライナから独立)                           | 住民投票前にロシアに一部占領され、2022年9月に「併合」を宣言される。 | 8,377  | 3,234  | 1,464,039 | 174.77   | 452.7    |
| 東ヨーロッパ | タタールスタン (タタールスタン共和国)                 |      |      | カザン                 | 1992年3月21日 ( ロシアから独立)                               | 1994年の平和交渉の後、ロシアに再統合された。                        | 68,000 | 26,255 | 3,786,488 | 55.68    | 144.2    |
| 南コーカサス | チェチェン (チェチェン・イチケリア共和国)             |      |      | ジョハル（グロズヌイ） | 1991年11月1日 ( ロシア・ソビエト連邦社会主義共和国から独立)   | 第二次チェチェン紛争後の2000年に消滅。                              | 15,300 | 5,907  | 1,103,686 | 72.14    | 186.8    |
| 南コーカサス | タリシュ・ムギャーン (タリシュ・ムギャーン自治共和国) |      |      | レンキャラン           | 1993年6月21日 ( アゼルバイジャンから独立)                     | 1993年8月、アゼルバイジャンに再統合。                               | 7,465  | 2,882  | 960,000   | 128.6    | 333.1    |

- ガガウズ共和国（ルーマニア語版、ガガウズ語版）: 1989年11月12日にモルドバ内で「ガガウズ・自治ソビエト社会主義共和国」の建国を宣言し、1990年8月19日にモルドバから分離してソビエト連邦内の「ガガウズ共和国」を宣言。1994年12月23日に可決された法律により自治州としてモルドバに再統合され、1995年1月14日に発効した[94][95][96]。
- タタールスタン共和国: 1992年3月21日の住民投票により、タタールスタンは主権国家であることを宣言した。ロシアとの交渉の結果、1994年に条約が締結され、タタールスタンの事実上の独立は解消されたが、タタールスタン政府には大きな自治権が留保された。2002年、タタールスタンの新憲法が制定され、タタールスタンは主権国家であるという従来の憲法の宣言が削除された。
- クリミア共和国: クリミア半島全域は、2014年2月下旬にロシアの特殊部隊が「武装自衛軍」を装って半島を占拠し、地元議会を占拠して以来（2014年クリミア危機）、ウクライナ当局の管理下にない[97][98][99]:11。2014年3月、クリミアとセヴァストポリでロシアへの加盟を支持する住民投票が実施されたが、ウクライナと国際社会の大半はこの投票を認めなかった[100]。翌日、クリミア共和国は独立を宣言し、数日のうちにロシアが半島を吸収した。ウクライナはクリミアを自国の領土と主張し続けている。
- チェチェン・イチケリア共和国: 1991年にジョハル・ドゥダエフがロシアからの独立を宣言し、地元の分離主義勢力とロシア軍との間で激しい戦争が起こった。ロシアは1994年に初めて侵攻し、1996年に自治権拡大が認められた後に撤退した（第一次チェチェン紛争）。それ以降も緊張は続き、紛争はダゲスタン、イングーシ、北オセチア・アラニアといった近隣地域にも波及している。ロシアは、チェチェンの状況は正常化したと主張している[101]
- ドネツク人民共和国と ルガンスク人民共和国: 2014年にウクライナからの独立を宣言した国家。この2つの離脱国家は2022年2月21日にロシアによって承認され、北朝鮮とシリアに続き、その後、見せかけの住民投票として物議を醸した後、同年10月4日にロシアによって併合された。
- タリシュ・ムギャーン自治共和国（英語版）: 1993年6月から8月まで存続した[102]。
- アルツァフ共和国: アゼルバイジャンから事実上独立していた。アルメニア人とアゼルバイジャン人間の紛争（「ナゴルノ・カラバフ紛争の歴史」も参照）は1988年に始まり、1994年の停戦まで続く戦争（ナゴルノ・カラバフ戦争）へと拡大。2023年まで、最終的な和平交渉の非定期的な試みと、非定期的な衝突が続いていた[103]。2023年9月にアゼルバイジャンの攻撃を受け降伏し、解散宣言（後に撤回）を行った。同年10月4日に政府機能がアルメニアのエレバンへ移転し、事実上の亡命政府となっている[104]。

### 内戦
NIS諸国内では、分離主義運動とは無関係の内戦が2度起きている：
- グルジア内戦（英語版）: ズヴィアド・ガムサフルディア政権とエドゥアルド・シェワルナゼを代表とする民衆との間で起こった内戦。ロシア軍がシェヴァルナゼ政権を支援するために介入し、シェヴァルナゼ政権が独立国家共同体への加盟に同意したため、戦争は終結した。
- タジキスタン内戦: 1992年から1997年まで続いたタジキスタンの内戦。

### 色の革命
2003年以降、いくつかのNIS諸国では、選挙が争点になったことに始まり、民衆の抗議行動によってかつての野党が政権を握るという、（ほぼ）無血の「色の革命」が起こった。
- バラ革命: ジョージアで発生し、エドゥアルド・シェワルナゼを大統領辞任に追い込んだ。
- オレンジ革命: ウクライナで発生し、クチマ＝ヤヌコーヴィチ親露政権を辞任に追い込み、ユシチェンコ政権を打ち出した。
- チューリップ革命: キルギスで発生し、アスカル・アカエフを大統領辞任に追い込んだ。
- ビロード革命（英語版）: アルメニアで発生し、セルジ・サルキシャンを大統領辞任に追い込んだ。

### ソビエト連邦崩壊後のロシアの人口
ソビエト連邦崩壊後のほとんどの国にはロシア語圏の人口が多く、社会的少数者の政治的立場は国によって異なる。ロシアに加え、ベラルーシ、カザフスタン、キルギスはロシア語を公用語として維持しているが、その他のNIS諸国ではロシア語の地位が徐々に失われてきている。ロシア語はCISの全加盟国で準公用語の地位を維持しているが、これはロシア語がCISの公用語であるためである。ジョージアは2009年にCISを脱退して以来、ほとんどグルジア語のみで政府を運営するようになった。

### 宗教
ソ連時代の体制は宗教的な知的生活に厳しい制限を加えてきたわけだが、一方宗教の伝統は存続し続けた。ソ連解体後、民族運動や世俗運動とともにイスラム運動が台頭してきた。ヴィタリー・ナウムキンは次のように評価している： 「変化の時代を通じて、イスラム教はアイデンティティの象徴、動員の力、民主主義への圧力として機能してきた。これは、教会が生き残った数少ない社会的災害の一つであり、教会が原因ではなかった。しかし、政治的に成功すれば、経済的には理解できないほどの課題に直面する。」
中央アジア諸国（カザフスタン、キルギス、タジキスタン、トルクメニスタン、ウズベキスタン）と南コーカサスのアゼルバイジャンは、減少しつつあるロシアや他のヨーロッパの少数民族を除いてイスラム教徒が多い。バルト三国は歴史的に西方教会信者（プロテスタント、ローマ・カトリック）であり、このことがこれらの国々に親欧米志向という別の層を加えているが、伝統的にプロテスタントであった人口の大部分（エストニアとラトビア北部）は現在、無宗教が基本である。他のNIS諸国（アルメニア、ベラルーシ、ジョージア、モルドバ、ロシア、ウクライナ）で人口の大部分を占める宗教は東方正教である。いずれにせよほとんどの国で、ソビエト崩壊以降、宗教性は高まっている。

### LGBTの権利
NIS諸国においてLGBTの人々は、非LGBTの住民にはない困難に直面することがある。例として、沿ドニエストル共和国では、同性愛は違法である。ロシアやウクライナなどの他の地域では、同性愛行為は合法であるが、ゲイのコミュニティに対する差別や偏見が依然として存在する。

### 環境
ソ連は、資本主義の失敗と弊害を非難する革命前の時代から、環境問題を引き継いだ。ソ連は環境保護に関する憲法条項を設け、資本主義が終焉すれば環境問題はなくなるという考えを広めた。20世紀には鉛入り塗料や有鉛ガソリンの禁止など、環境面での前進もあった。しかし、環境保護よりも工業生産が優先されたため、多くの環境問題はソビエト崩壊後、NIS諸国各々の制度に委ねられることになった。ポーランド、東ドイツ、チェコスロバキアを含む中央ヨーロッパの北部諸国は、エネルギーとして褐炭を多用していたため、「黒い三角形」と呼ばれる地域を形成していた。旧ソ連の環境悪化は、急速な工業化と汚染レベルを抑制する制度の欠如に起因している。1970年代、ソ連のある調査によって、ソ連における膨大な技術的非効率が明らかになった。西側諸国と比較して、ソ連では生産される製品1つにつき2倍の汚染物質が発生し、自動車1台につき4倍の汚染物質が発生していたことが判明したのである。ソ連はまた、自分たちが直面している環境問題についての情報を隠蔽し、これらの問題が国民に明らかになると、当局はそれを資本主義のせいだと言い続けた。チェルノブイリ原子力発電所事故は、その原因や結果に関する情報公開を迫られるなかで、ソビエトが巨大な環境災害の責任を負わなければならなくなった転換点であり、その結果、原子力エネルギーに対する懸念だけでなく、環境のあり方についてより広範な議論を呼んだ。ソビエト連邦末期に一般市民の不安が高まるにつれ、共産主義への抵抗の一環として環境改革を求めるようになった。多くの市民は、環境保護政策を達成するために、政治的な入れ替わりを利用したいと思っていた。1980年代には、石炭からよりクリーンなエネルギーへの転換が推し進められ、1986年から1987年にかけては、環境保護に関する抗議行動の最初の波が起こった。ヴァレンティン・ラスプーチンのような作家による老婆の死やダムに水没する村といった農村や環境を主題とした文学作品は、環境保護主義的な感情を育んだ。ソ連の 「緑の戦線」 は、生態学的実践に基づく環境解決を推進する社会生態学連合、汚染の監視強化を主張する生態学連合、汚染税による基金の創設を目指す生態学財団、自然と密接に結びついたロシアの生活様式への回帰を主張するソ連生態学会、そして前の4つのグループの集大成である全連合緑地運動の5つのサブグループからなるポピュリズム環境運動であった。ロシアの石油掘削や軍事も、「緑の戦線」が問題提起したことのひとつとなっている。「緑の戦線」への批判もあり、批判する人々は「緑の戦線」が化学産業への影響に反対し、1980年代後半に非常に不足していた石鹸などの市販品の入手可能性を低下させ、医薬品へのアクセスを制限することにつながったと主張していた。
ソ連崩壊後のNIS諸国社会への移行は、民主的な政府とNGOの双方から環境の変化をもたらすと期待されていたが、ソビエト連邦の解体は環境にプラスとマイナスの両方の影響を及ぼす結果となった。移行期は、環境にプラスとマイナスの両方の効果をもたらす多くの変化をもたらした。ソビエト連邦の解体により農地が放棄され、炭素吸収源が形成された。産業活動は激減し、経済が好転しても大気汚染は減少した。また、資本主義市場の導入は新たな環境問題を引き起こした。自家用車の増加とそれに対応するためのインフラ整備、副産物を処理するための廃棄物管理のない消費主義の拡大、計画性のない小売店舗の建設などである。一方、NIS諸国各々の政権による環境浄化の取り組みを行った。例として環境機関の設立や改革を通じた制度改革や、新たな環境規制の導入とその実施を通じた法改正が含まれる。しかし、1990年代の経済問題によって、こうした改革の効果は縮小したと主張する人もいる。新たな環境基準は、政府が既存の基準を引き下げるために使われることもあった。ソビエト連邦崩壊後のイニシアチブの多くは、自由市場原理を基礎とし、市場が環境問題を是正すると信じていることから、「新自由主義的」と批判されてきた。技術革新は一般的に、排出量の削減よりも排出量とその副産物の浄化に対処する 「エンド・オブ・パイプ」 技術に向けられた。
ソビエト連邦の時代には、非政府組織の環境保護団体は存在しなかった。むしろ、いくつかの共和国には州や地方に環境を監督する機関があり、市民はそこで懸念を表明することができたが、国家に対する公然たる批判は禁止されていた。環境保護団体「保全旅団」は、ドルジニーと呼ばれ、自然保護活動やレクリエーション野外活動に従事していた。しかし、1980年代の環境破壊と政治的自由の開放によって、環境保護活動が活発化した。1986年のチェルノブイリ原発事故、国、共和国、地方政府関係者による隠蔽工作、そしてその環境と健康への影響は、多くの人々を行動に駆り立てた。社会主義体制への不満と民主化の推進が、環境問題に焦点を当てた。20世紀後半、ソ連市民がゴルバチョフ時代のグラスノスチとペレストロイカの理想に馴染むにつれ、環境保護主義者はより率直な要求を表明するようになり、1980年代後半には急進的な分派グループが結成された。国境が開かれたことで、国際的な環境NGOがソビエト連邦後の国々の環境保護活動家を訪問し、対話することができるようになった。ソ連時代からの環境保存を目的とする国家機関は、ソ連崩壊後も存続したが、社会主義政権とのつながりのため国民のソ連時代の環境破壊のイメージから、資金調達が困難になった。新設された環境NGOは資金調達や組織化に課題があり、存続したNGOも国家の意思決定に国家ほど影響力を持っていなかった。多くのNGOが、政治的変革の時期に実質的な環境変化がないことに失望を表明した。また、環境問題は現在のロシア市民にとってあまり重要ではないという主張もある。いずれにせよ多くの旧ソ連国民は独立後、それまでの環境への関心を捨て、環境改革への継続的な要求は消えていったのである。

#### ロシア

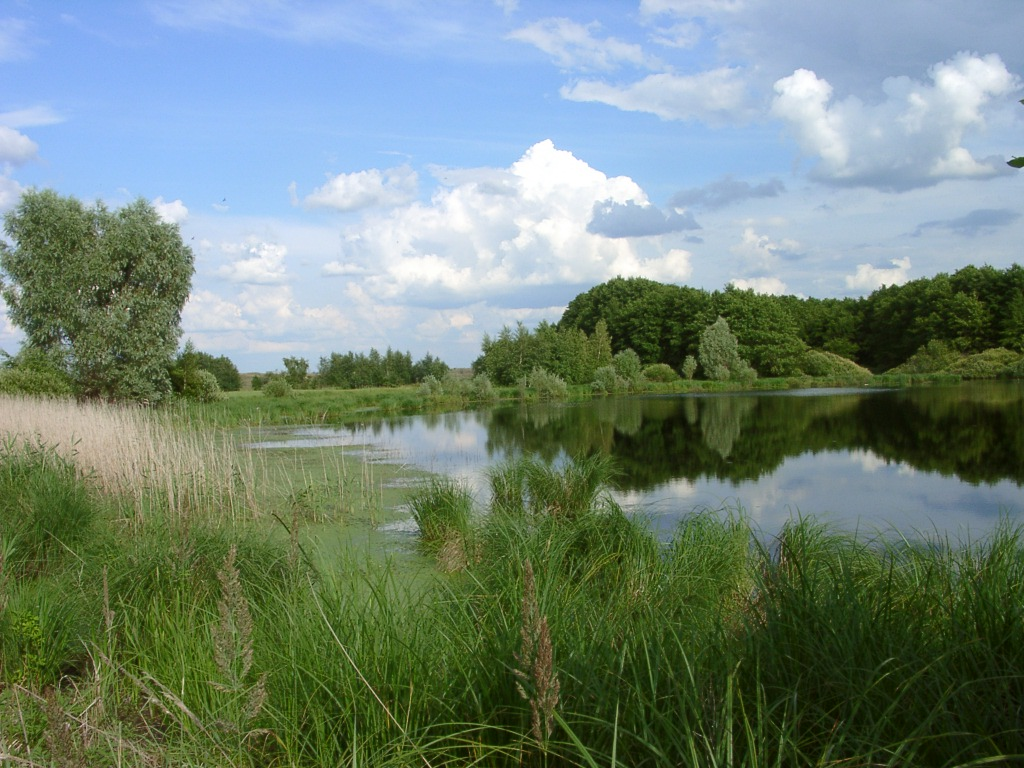
ニジネホペルスキー自然公園

ロシアには、天然資源と生物多様性を多く含む広大な土地がある。自然保護区（zapovedniki）はソビエト連邦の下で作られた。ソ連の指導者たちは、ロシアのかつての公害や環境悪化は民間企業や資本主義のせいだとした。しかし、ソビエト政権下のロシアでは、環境保護主義よりも工業化が優先され、資源の適切な利用方法についての議論がほとんどなされず、資源が減価で償却されたため、環境問題が発生した。環境ガバナンスの任務は15の異なる省庁に分散された。ソビエト連邦下の環境破壊が、マルクス主義的なイデオロギーに起因するのか、それとも工業化の推進に起因するのかについては、学者の間でも論争がある。
1988年、中央委員会とソビエト連邦閣僚評議会は、ソビエト連邦環境管理国家委員会（ゴスコンプリロダ）を設立した。この国家機関の目的は、資源管理と環境調査・監督であった。しかし、やがてソビエト連邦環境管理国家委員会は、特に原子力に関連した「企業家的利益」を保有していると非難されるようになった。1990年代には、さまざまな形で公害への課税が試みられた。 しかし、これは低料金とインフレのため、ほとんど効果がなかった。また、保護区の面積も増えたが、予算が少なかったため、これらの地域を監督することは困難だった。1991年、ソ連から独立したロシア連邦で自然環境保護に関する連邦法が成立し、ソビエト連邦環境管理国家委員会は環境省（ミンプリロダ）となり、持続可能な開発目標を策定した。1996年、エリツィン大統領は環境省を国家環境保護委員会に降格させ、2000年にはプーチン大統領は国家環境保護委員会と連邦林業局を廃止し、天然資源省にその責任を負わせた。2001年、ロシアは他国の核燃料を営利目的で受け入れ、処理し、保管することを認める法律を可決しことにより多くの環境保護団体の怒りを買った。2002年に環境法、2006年に水法、2007年に森林法が成立したが、これらの政策は施行が難しいという批判を受けている。現在のロシアは人口密度が低く、ほとんどの国民が都市部に集まっているため、環境悪化は特定の地域に集中している。プーチン大統領は環境擁護団体から、環境保護よりも経済的利益を優先していると批判されており、温室効果ガスの排出量も多く、石油流出事故も頻発している。

#### ウクライナ
ウクライナは、平原、温帯林、山岳地帯からなる多様な景観、人口密度の高い5つの都市、国土の70％を占める農地から構成されている。ウクライナはソ連時代に工業生産と農業生産を大幅に増やしたが、1986年のチェルノブイリ原発事故により、環境に悪影響を及ぼした（チェルノブイリ原子力発電所はキーウ州プリピャチに位置していた）。これらの問題の多くは、独立後、資金不足のために取り組まれてこなかった。独立後、ウクライナは農業や工業の生産性が低下し、病気や出生異常、子どもの死亡率が増加した。少なくともその原因の一部はチェルノブイリ原発事故と汚染された水や空気にあると言われている。また、ウクライナの自動車の数は独立後に増加した。下水廃棄物は増加しているが、それに対応する排水処理施設は増加しておらず、廃棄物は自然水域に転用されている；黒海とアゾフ海は廃水によって汚染されているが、これは工場の減少に伴って減少している。それまで、排水流出により、特にアゾフ海では魚の個体数が減少していた。水力発電のためにドニエプル川を堰き止めたことで、チェルノブイリ原発事故による汚染から回復しつつあるとはいえ、地元や住宅地に洪水が発生した。これらのように、いまだにウクライナにはチェルノブイリ事故、ウラン産業、鉱業、工業加工から出た放射性廃棄物が残っている。一方、ウクライナには数多くの環境機関がある。1991年、ウクライナ環境保護省（MEP）が設立された。環境とその資源を管理しているが、1996年以降、資金と職員の減少が続いている。また、林業省、国家地質・天然資源利用委員会、国家水管理委員会、国家土地利用委員会、保健省、内務省道路交通監察局、国家水文気象委員会がある。また、1990年代には教育省によって環境教育が学校のカリキュラムに導入された。「緑の世界」（Zelenyi svit）は、ウクライナの環境保護団体として成功を収めた。団体の活動目標はウクライナ政府の環境問題、特にチェルノブイリ原発事故の責任を追及し、ドナウ・ドニエプル運河の建設を阻止してアゾフ海を守ることだった。

#### 中央アジア
カザフスタン、キルギス、ウズベキスタン、カラカルパクスタン地域、タジキスタン、トルクメニスタンといった中央アジアに位置するNIS諸国では、適切な水資源管理が重要な環境問題である。中央アジアは乾燥した気候で、夏は暑く、冬は寒い。かつてソ連邦に属していたアラル海流域は、現在ではこれらの独立国の地政学的境界を越えている。アラル海流域とともに、中央アジア諸国はシルダリヤ川、アムダリヤ川、ザラフシャン川からも淡水を採取している。これらの川は、周囲の山々からの雪解け水が流れている。
ソビエト連邦崩壊後、新たに独立したNIS諸国達は、ソビエト時代の内部行政機構を維持したが、国家を超えた天然資源管理には不慣れだった。このため、これらの国の農業、工業、消費者の需要を満たすための適切な水配分に関する紛争が起きている。加えて水質の悪化、転用、取水は、不安と紛争の激化につながっている。
水のほとんどは農業用水の灌漑に使われ、ウズベキスタンは農業用水の最大の利用国である。ウズベキスタンは近辺の国家と比べると2倍程の人口を抱え、地域の水供給の3/5を使用している。また、ウズベキスタンとトルクメニスタンの工業用水使用量は、キルギスとタジキスタンの2倍である。
水資源国家間調整委員会は、シルダリヤ川とアムダリヤ川から水を配分するために1991年に設立されたが、限られた資金と物理的なインフラのために、国家間で水を公平に配分することは困難であった。またこのような解決の困難さが国家間の対立につながっている。
中央アジアの水資源に対する緊張・不安を軽減するため、この状況に目を向けた国際機関は、各国を代表し、公平に水を分配し、紛争を平和的に解決するための河川流域委員会の設立を提唱している。また、農業排水の削減を通じて下流の環境影響を制限し、水質や供給に影響を及ぼす可能性のある行動案を他国に通知し、これらの天然水源に関するデータを共有することによって、各国が責任を負うことが提案されている。

#### バルト三国
バルト三国（エストニア、ラトビア、リトアニア）は、第二次世界大戦後、1991年に独立を回復するまで、事実上ソ連の一部だった。その後、燃料の調達やエネルギー需要の充足に苦労してきた。そのため、ロシアの石油に依存しており、他の生産国から燃料を調達する能力がなかった。エストニア、ラトビア、リトアニアは、主に輸入ガス、石油、石油製品を含む化石燃料をエネルギー源としている。バルト三国は、硫黄や汚染物質を多く含む燃料を使用していたため、環境に悪影響を及ぼしていた。ソ連政権下のバルト三国に建設された発電所は、ソ連領の北西部全域に電力を供給するように設計されていたため、効率が悪かった。この間、環境調査と環境規制は地方レベルで管理されていたが、バルト三国はその地域の国家管理の産業活動にはほとんど影響力を持たなかった。
こうした環境への懸念が、ソ連からの独立願望を煽った。独立宣言以来、バルト三国のエネルギー消費量は産業活動の減少により減少し、バルト三国の各国は独自の環境監督機関を設立した：エストニアの環境省、ラトビアの環境保護委員会、ラトビアの環境保護局は、いずれも立法府の下にありながら行政府から独立していた。バルト三国の大気汚染は、燃料から排出される硫黄やその他の汚染物質が多いために深刻だった。水質汚染も、農業や工業活動に加えソ連の軍事施設という独立後も受け継がれた遺産により、かなりのものだった。バルト三国では、汚染レベルを下げるために排出税が制定された。

##### エストニア
エストニア北東部、特にナルヴァ地方は、電気と熱を供給するオイルシェール産業が盛んだった。エストニアは、オイルシェールを利用したエネルギーシステムを導入した唯一の国である。一方、オイルシェールの採掘により、エストニアはバルト三国の中で最も多くの汚染をもたらした。周辺諸国はエストニアに排出量を削減するよう圧力をかけたが、脱硫装置が不足しているため、エストニアはエネルギー生産を削減せざるを得ず、経済的に打撃を受けている。水質汚染に関して言えば、エストニアの環境問題のなかでも最悪のものの一つとされてきた。エストニアには、発生した汚水を効果的に処理するためのインフラが整っていないことが要因であった。

##### ラトビア
ラトビアはバルト三国の中で最も発電量と汚染量が少なく、森林被害が多い。

##### リトアニア
リトアニアはバルト三国の中で最大の電力生産国である。リトアニアの国土面積の約31％は森林で、国有地と私有地の両方がある。ソ連政権下のリトアニアでは、森林やその他の天然資源は国有であり中央政府に管理されていた。国は、資源の使用方法を決定し、森林政策に影響を与える国民は排除の対象となった（粛清）。NIS諸国として独立後の政治・経済体制への移行は、森林の民営化と市場経済をもたらした。今日、リトアニアの森林は、生物多様性と森林資源を保護するため、民主的かつ持続可能な形で管理されている。

### 備考
NIS諸国の認識に於いて注意が必要なのがロシア連邦である。「ロシアはバルト三国同様、崩壊直前のソ連から一方的に独立を行なっているのでNIS諸国には当たらない」という見解が僅かながらに在るが、それは誤りであり、ロシアは1990年6月12日に『ロシア共和国』として主権宣言を行なったに過ぎない。
また、地理的な見解にも注意を必要とする場合がある。ソビエト連邦がヨーロッパとアジアの二つの地理区域を統合させて建国されていた状態であった為、ソ連時代からその区域の立ち位置は曖昧なものであったが、ソ連の中枢を担っていたロシア・ソビエト連邦社会主義共和国の影響により中央アジア・コーカサスエリアは欧州化が深く進んでおり、その分 東欧文化の浸透も顕著となっていることから、現在の一般的な解釈ではヨーロッパとして区分されることが多い。

## 人口統計
| 1  | モスクワ             | ロシア           | 13,010,112 (2021) | 11 | アスタナ           | カザフスタン | 1,350,228 (2022) |
| 2  | サンクトペテルブルク | ロシア           | 5,601,911 (2021)  | 12 | カザン             | ロシア       | 1,308,660 (2021) |
| 3  | キーウ               | ウクライナ       | 2,952,301 (2021)  | 13 | ニジニ・ノヴゴロド | ロシア       | 1,228,199 (2021) |
| 4  | タシュケント         | ウズベキスタン   | 2,909,466 (2022)  | 14 | トビリシ           | ジョージア   | 1,202,731 (2021) |
| 5  | バクー               | アゼルバイジャン | 2,293,100 (2020)  | 15 | ドゥシャンベ       | タジキスタン | 1,201,800 (2022) |
| 6  | アルマトイ           | カザフスタン     | 2,147,233 (2022)  | 16 | チェリャビンスク   | ロシア       | 1,189,525 (2021) |
| 7  | ミンスク             | ベラルーシ       | 1,995,471 (2021)  | 17 | クラスノヤルスク   | ロシア       | 1,187,771 (2021) |
| 8  | ノヴォシビルスク     | ロシア           | 1,633,595 (2021)  | 18 | サマーラ           | ロシア       | 1,173,299 (2021) |
| 9  | エカテリンブルグ     | ロシア           | 1,544,376 (2021)  | 19 | ウファ             | ロシア       | 1,144,809 (2021) |
| 10 | ハルキウ             | ウクライナ       | 1,421,125 (2022)  | 20 | ロストフ・ナ・ドヌ | ロシア       | 1,142,162 (2021) |

- アルメニアの人口統計

2023年のNIS諸国の人口ピラミッド

- アゼルバイジャンの人口統計（英語版）
- ベラルーシの人口統計（英語版）
- エストニアの人口統計
- ジョージアの人口統計（英語版）
- カザフスタンの人口統計（英語版）
- キルギスの人口統計（英語版）
- ラトビアの人口統計（英語版）
- リトアニアの人口統計（英語版）
- モルドバの人口統計（英語版）
- ロシアの人口統計
- タジキスタンの人口統計
- トルクメニスタンの人口統計
- ウクライナの人口統計
- ウズベキスタンの人口統計

## ソビエト連邦への郷愁

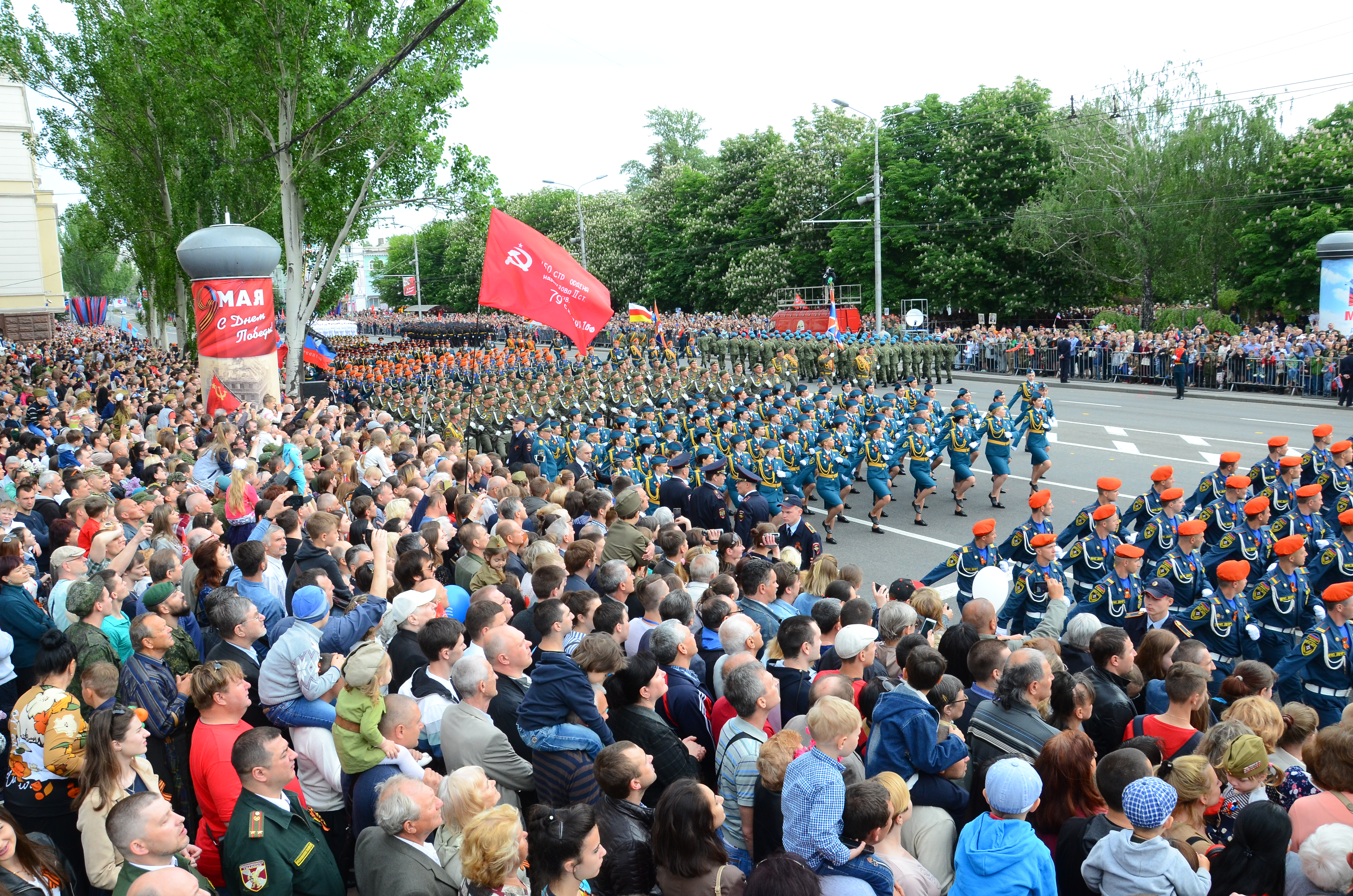
2018年5月9日、ナチス・ドイツに対するソ連の勝利を祝うドネツクの人々。

ソ連解体以降、ソ連政権時代とその価値観への憧れを表明する人々が一定数いる（主に55～80歳前後の人々で、これはブレジネフ時代にソビエト連邦が絶頂期を迎えていたためと思われる）。ソ連への郷愁の度合いは、国々によって異なる。例えば、特定の団体の人々は、日常生活の中でソ連とソ連後の経験を融合させていると思われている。
2009年のピュー研究所の世論調査によると、ウクライナ人の62％が、自由市場が支配的となった1989年以降、自分たちの生活は悪化したと感じていると述べた。ピュー・リサーチ・センターが2011年に行った世論調査では、リトアニア人の45％、ロシア人の42％、ウクライナ人の34％が、NIS諸国の市場経済への移行を支持していた。
2012年7月にRATINGがウクライナで行った世論調査によると、回答者の内42％がウクライナ、ロシア、ベラルーシの統一国家形成を支持していた。
Levada Centerが2016年、2017年、2018年の11月に実施したロシア市民を対象にした世論調査によると、ソ連崩壊を否定的にとらえ（それぞれ56％、58％、66％）、回避できたと感じている人が多数派だった（それぞれ51％、52％、60％）。ソ連崩壊を後悔している人が66％という2018年の数字は、2004年以降で最も高かった。2019年の世論調査では、ロシア人の59％がソ連政府は「庶民を大切にしていた」と感じていた。ヨシフ・スターリンへの国内における好感度も同年、過去最高を記録した。

## 地域化の特徴

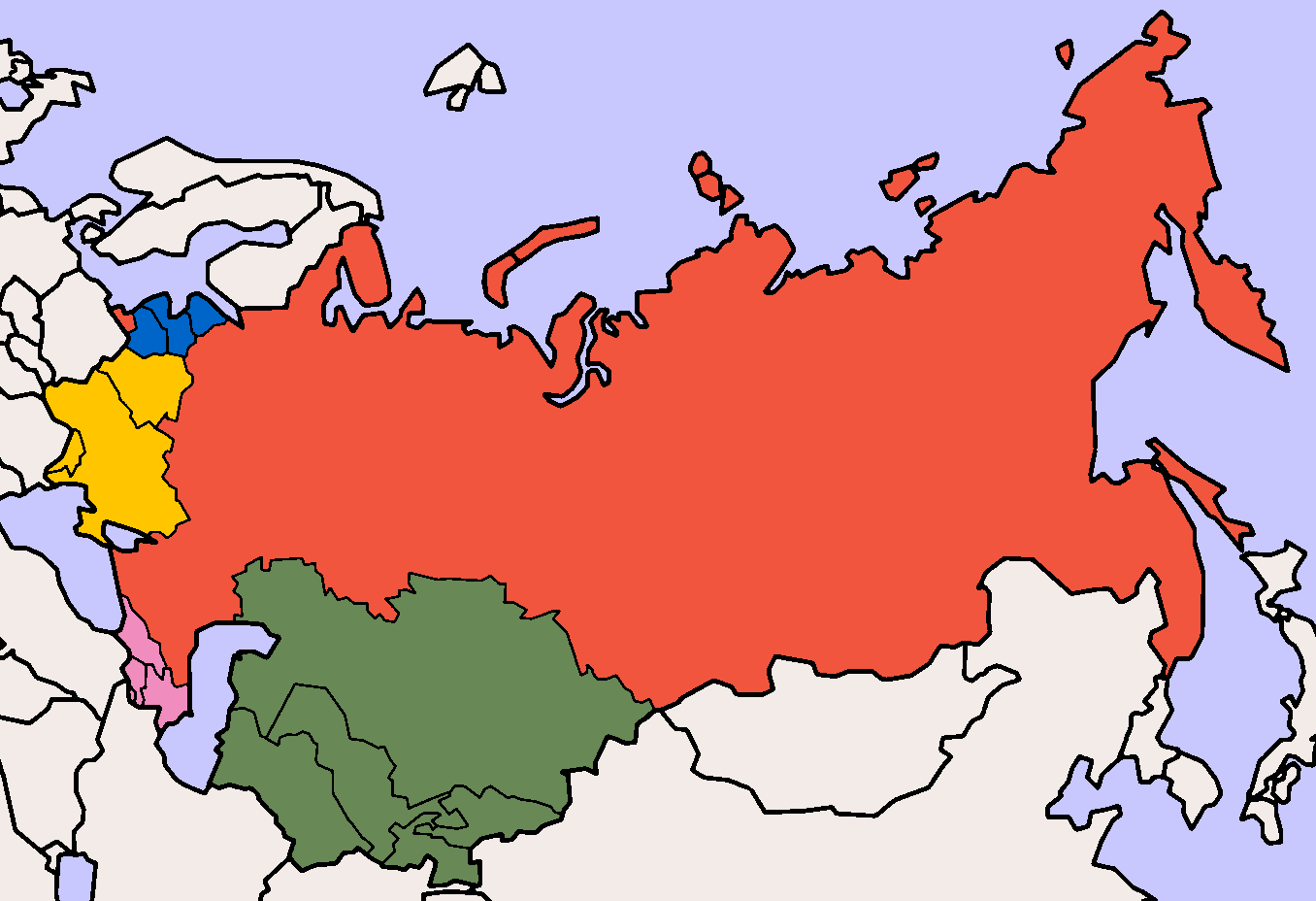
NIS諸国の地域分類:
中央アジア
東ヨーロッパ
バルト三国
ロシア連邦
南コーカサス

政治的にも地政学的にも分断されたソビエト後の地理には、さまざまな地域構造が出現している。その最初が、バルト諸国以外のNIS諸国を含む独立国家共同体（CIS）だった。CISが多くのNIS諸国の外交政策のニーズを満たせなかったことは、新たな地域統合の土台を作った。ジョージア、ウクライナ、アゼルバイジャン、モルドバの主導により、1997年10月10日にストラスブールでGUAMが設立された。この組織の目的と原則は、2001年6月7日にヤルタで開催されたGUAMの第1回首脳会議で決定された。GUAMに参加する国々は、自国の独立と主権を維持し、ロシアに対する機動性を高めることを目的としていた。

## CISとの相違
「CIS諸国」という単語が各方面で記されていることが見受けられるが、その表記は誤りである。NIS諸国は、イニシャルに「諸国」を接尾語として組合わせた単語である為、これを略したNISを用いる時には関連するCISとよく混同されがちで注意が必要となる。
NISという存在自体がソ連の構成共和国であった歴史を持つ国家群の英略称であるのに対し、CISはソ連崩壊時にその国家連邦自体を構成していた国の内9か国により結成されている国家連合体の英略称である。この為、NISとCISとではそれ自体の意味に大きな違いが生じる。

## 世界の見解と対応

### 日本
日本国外務省ではNIS諸国を地域カテゴリーで別けず、諸国全体を一つの存在と捉えている。
日本経団連は「日本NIS経済委員会」というNIS諸国を対象とした経済委員会を設置しているほか、一般社団法人にNIS諸国との貿易に関する組織である「ロシアNIS貿易会」などがある。